# Le Tatoué
Pour plus de détails, voir Fiche technique et Distribution.
Le Tatoué est un film comique franco-italien réalisé par Denys de La Patellière, sorti en 1968.
Confrontant Jean Gabin et Louis de Funès dans un duo comique jusqu'alors inédit, le film est conçu comme un « coup » commercial par le producteur Maurice Jacquin, qui mise sur l'énorme popularité des deux acteurs pour s'assurer un triomphe certain au box-office.
L'écriture du scénario est confiée à l'écrivain Alphonse Boudard qui finit par abandonner le projet, faute d'aboutir à un scénario convenable. Le dialoguiste Pascal Jardin intervient pour tenter de terminer le scénario à temps. Finalement, le réalisateur Denys de La Patellière se voit obligé de commencer le tournage sans véritable scénario. Tout est tourné dans l'ordre chronologique de l'histoire, pour suivre le travail d'écriture de Pascal Jardin, qui écrit les scènes au jour le jour. Le tournage se déroule du 15 février à avril 1968, notamment au château de Paluel, en Dordogne. Une certaine mésentente règne durant ce tournage entre Jean Gabin et Louis de Funès.
Le film raconte les mésaventures de Félicien Mezeray (Louis de Funès), un marchand d'art qui veut à tout prix racheter un tatouage réalisé par Modigliani que porte dans son dos un ancien légionnaire nommé Legrain (Jean Gabin), et lui propose en échange de faire retaper sa maison de campagne, sans savoir que celle-ci est un château du XIIe siècle en ruines, car Legrain se trouve être en réalité un comte et châtelain désargenté.
Malgré des critiques plutôt négatives, Le Tatoué est le succès de la rentrée 1968 avec plus de 3,2 millions d'entrées, et se classera à la huitième place du box-office des films sortis cette année-là. Ce score au box-office, convenable pour Jean Gabin, est toutefois inférieur aux résultats habituels des films de Louis de Funès de l'époque.

## Synopsis
| |  |  |
| Le tatouage tant convoité de Legrain réalisé par Modigliani ressemble fortement à l'un des portraits de Beatrice Hastings, peint par le célèbre artiste en 1915. Les traits du visage rappellent ceux du portrait de Jean Cocteau par Modigliani. |  |  |

Lors d'une visite chez Dubois, modeste peintre en art naïf, chez qui il achète de grandes quantités de toiles de petite valeur, le marchand d'art Félicien Mézeray fait la rencontre de Legrain, un ancien légionnaire venu se faire portraiturer, qui porte sur le dos un tatouage réalisé par le célèbre peintre Amedeo Modigliani. Mézeray fait aussitôt d'extravagantes propositions pour acheter son tatouage à Legrain, qui refuse net, et va même jusqu'à le suivre chez lui, dans son petit pavillon de Saint-Ouen. Le vieil homme continuant de l'éconduire, Mézeray laisse sa carte de visite et lui propose une offre de 20 millions de francs.
De retour chez lui, Félicien Mézeray, persuadé qu'il arrivera à ses fins, aborde déjà la vente de l'œuvre avec deux acheteurs américains, Smith et Larsen, sans avoir encore convaincu le récalcitrant légionnaire. Avant même de parler du prix de vente du tatouage, il parvient à leur vendre pour 180 millions un lot de peintures sans intérêt dont il veut se débarrasser, en menaçant de céder le Modigliani à un de leurs concurrents. Ils se rendent ensuite chez le légionnaire, qui les accueille avec fracas, mais consent à leur montrer son tatouage un instant, et leur en raconte l'origine : le soir du « Défilé de la Victoire », premier défilé du 14 juillet d'après la Grande Guerre, « il était deux heures du matin, je suis entré au café du Dôme à Montparnasse, il régnait comme une démence. Alors y'a un type qui s'est approché de moi et qui m'a dit « je veux te tatouer une femme dans le dos », et je me suis couché sur le billard. Et ça n'est que vingt ans plus tard que j'ai appris que c'était Modigliani et que j'étais devenu un chef-d'œuvre ! » ; la valeur de l'œuvre n'avait néanmoins aucune importance pour lui et il continua à servir la Légion.
Bien qu'il n'ait toujours pas l'accord de Legrain, Mézeray revoit plus tard chez lui Smith et Larsen pour négocier la vente de l'œuvre, en présence de son exubérante épouse. Il explique que le tatoué devra subir une opération d'exérèse de sa peau pour prélever le Modigliani. Le prix du tatouage est fixé à 500 millions, Mézeray devant présenter aux Américains la signature écrite de Legrain pour le lendemain à vingt heures, sous peine de devoir rendre les 180 millions déjà donnés pour les tableaux invendables. Le soir, l'épouse de Mézeray s'inquiète de cette affaire qui a été négociée sans même que le vieil homme n'ait donné son aval, mais Mézeray n'en a que faire, et pense plutôt à sa future richesse et son élévation sociale.

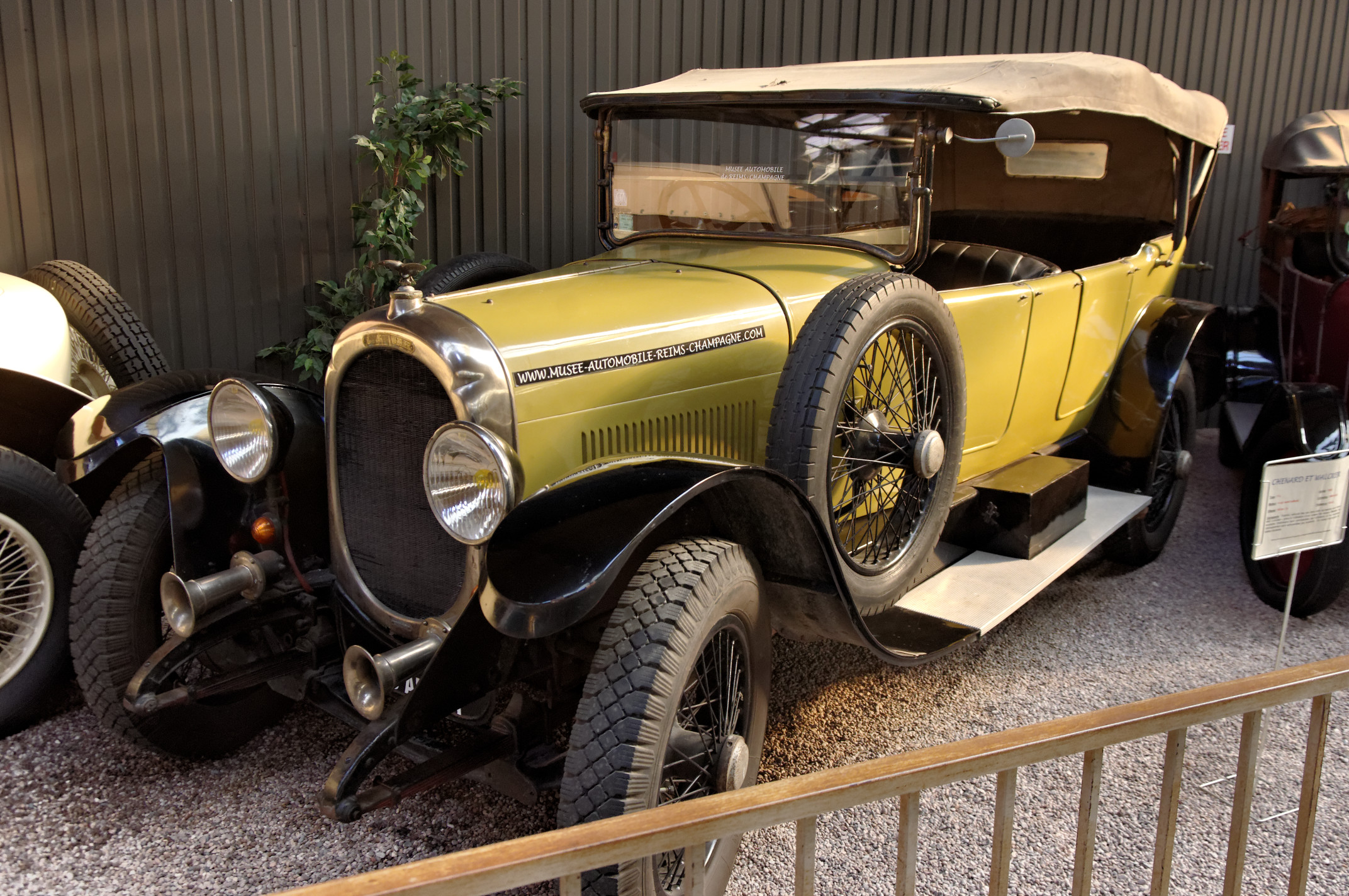
Le tacot du comte de Montignac est une Chenard et Walcker T4 Torpédo de 1925 (ici un modèle proche).

Le jour suivant, dans le pavillon de Legrain, Mézeray fait face à l'intraitable légionnaire, qui refuse des propositions allant jusqu'à cinquante millions pour son tatouage. Legrain lui dit ne pas être intéressé par l'argent, ne subsistant convenablement qu'avec sa retraite de légionnaire, et lui explique avoir même une propriété à la campagne. Apprenant cela, Mézeray lui propose de la rénover à ses frais en échange de son accord au sujet du Modigliani. Legrain accepte, mais déclare qu'il ne signera cet accord que lorsque les travaux seront commencés. Enthousiaste et pressé d'avoir la signature, le marchand d'art réclame d'aller voir immédiatement la maison de campagne. Tous deux partent donc aussitôt dans la voiture d'avant-guerre du légionnaire, entamant un long périple, au rythme très lent. Étonné par la longueur du voyage, lui qui croyait avoir affaire à une petite maison dans la proche banlieue parisienne, Mézeray apprend finalement de Legrain que sa propriété se situe dans le Périgord noir, et qu'il doivent encore passer une nuit sous la tente avant d'arriver.
Le lendemain, Legrain et Mézeray arrivent aux abords d'un château médiéval en ruines. Au départ ravi d'avoir fait le détour pour voir ces vestiges, et pressé d'enfin arriver à la maison de campagne de Legrain, le marchand d'art déchante rapidement lorsque Legrain lui déclare que cette ruine est la propriété en question. Alors qu'il pensait pouvoir acquérir le Modigliani pour une bouchée de pain en échange de la remise en état d'une petite maison de banlieue, Mézeray se retrouve face à un château en ruines, dans lequel Legrain veut installer tous les équipements modernes et qu'il désire voir rebâti selon les méthodes anciennes des bâtisseurs de cathédrales, ce qui coûtera des millions. Il apprend que le légionnaire Legrain est en réalité un comte désargenté, dernier de la lignée des Montignac, dont ce château est la demeure ancestrale depuis le XIe siècle. Acculé, ayant signé pour la rénovation de la « maison de campagne » et devant impérativement signer le contrat pour le tatouage, Mézeray se précipite au village de Montignac pour trouver un entrepreneur qui lancera sur le champ les travaux. Moyennant une belle avance, l'entrepreneur Pellot accepte de venir visiter le château : il ne peut commencer immédiatement les travaux mais s'engage à les commencer dès le lendemain matin. Ne pouvant avoir la signature de Legrain avant le début du chantier, Mézeray est donc contraint de passer la nuit au château, en compagnie du légionnaire.
Au cours de cette soirée, Mézeray en apprend plus sur ce curieux personnage. Né en 1896, Enguerrand de Montignac s'est engagé dans la légion étrangère en 1914, sous le nom de légionnaire de « Legrain », du nom de la bonne qu'avait épousée son père, exprès pour agacer ce dernier. La faillite de son père le décida à ne plus jamais dépendre de l'argent et à rejoindre l'armée. Son pavillon de Saint-Ouen lui a par ailleurs été légué par cette bonne. Vivant en misanthrope, Legrain ne semble avoir pour seul ami que « son » rat, Platon, qui traîne dans le château. Dans la nuit, alors qu'ils dorment ensemble dans le seul lit du château, Mézeray et Legrain sont réveillés par les bruits de pilleurs, qui visitent régulièrement le château. Possédant des armes et des explosifs, le comte confie à Mézeray une mitraillette et tous deux poursuivent les trois pilleurs en leur tirant dessus, une équipée que Mézeray trouve très amusante. Montignac fait exploser la voiture des voleurs à la grenade. Les pillards sont repoussés dans les oubliettes du château, dans le bassin du cul-de-basse-fosse plein d'eau croupie.

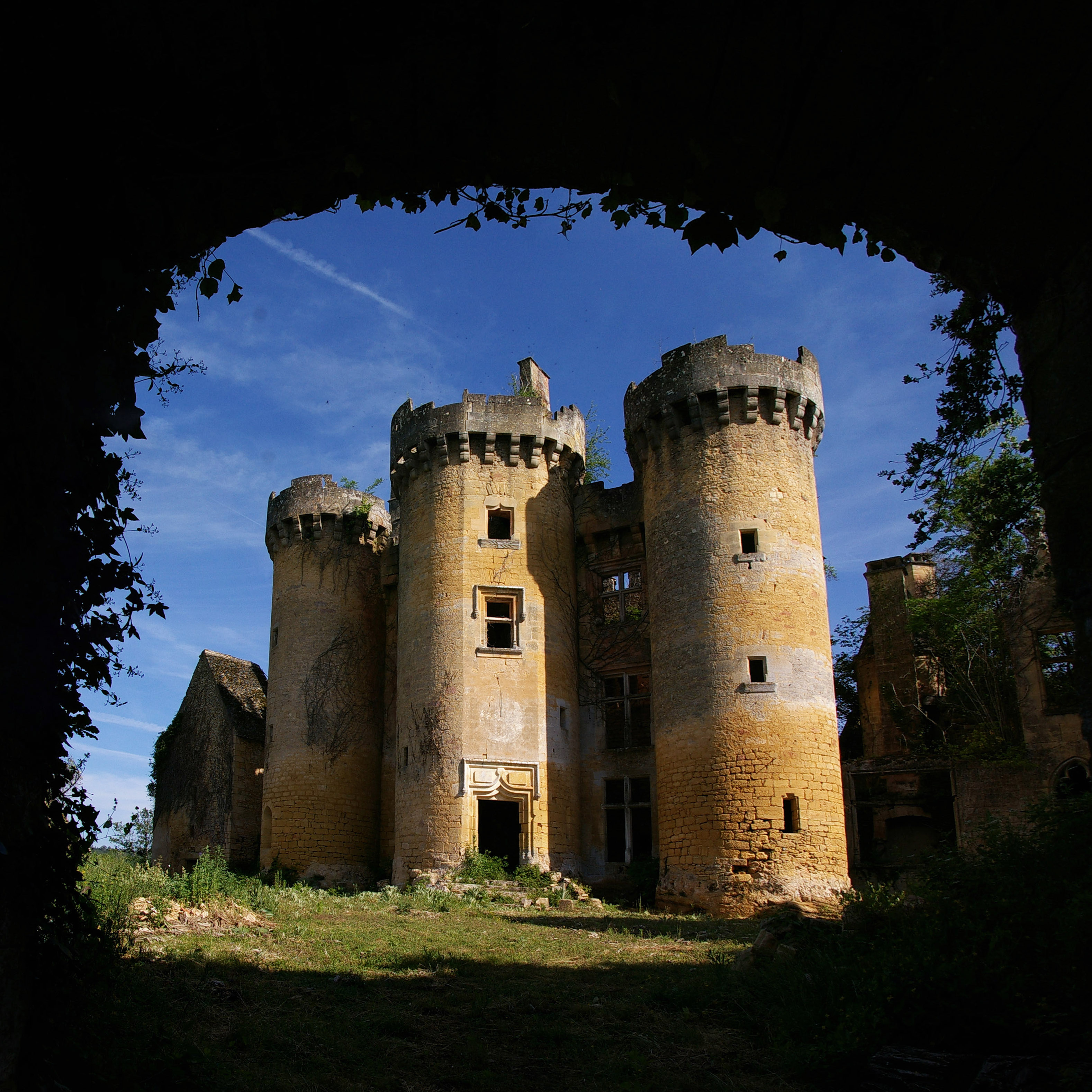
La maison de campagne à rénover n'est autre qu'un château médiéval en ruines, car Legrain est en fait un comte désargenté, dernier de la lignée des Montignac.

Au petit matin, Mézeray est réveillé au son du clairon par Montignac, et effectue tant bien que mal le rituel matinal du lever de drapeau. Exaspéré par le manque d'aptitudes militaires de Mézeray, l'ancien légionnaire le contraint à faire des mouvements et autres exercices, alors que celui-ci ne demande qu'à déjeuner. Legrain finit par mettre Mézeray en tenue de campagne pour lui enseigner le maniement des armes et le combat. Pellot et ses ouvriers arrivent au château et rencontrent un Mézeray en uniforme excédé par les ordres du légionnaire. Il pousse les ouvriers à rapidement commencer leur œuvre, les menaçant de son fusil. Les travaux étant enfin considérés comme commencés, le comte accepte de signer la vente du tatouage. Deux gendarmes de Montignac arrivent alors, enquêtant sur les bruits de fusillades entendus près du château dans la nuit. Après que le comte a tenté de leur cacher ses agissements nocturnes, les brigadiers libèrent les pillards emprisonnés dans le cul-de-basse-fosse et les embarquent.
Mézeray et le comte signent finalement leur accord mais, n'ayant pas été informé que le tatouage devra être prélevé de son vivant par une opération chirurgicale, il croit que l'œuvre sera récupérée à sa mort et prévient qu'il faudrait attendre encore beaucoup de temps, ayant notamment eu deux grand-pères centenaires. Pressé d'obtenir la signature après toute cette attente, le marchand d'art omet volontairement ce point crucial et, l'accord signé, se précipite au village. Le ton évasif de Mézeray à propos du prélèvement du tatouage intrigue Legrain. Persuadé qu'il trame quelque chose dans son dos, le comte suit son périple en vélo au loin depuis les remparts avec ses jumelles, et le surprend dans une discussion avec Pellot, à qui il passe une liasse de billets. Quand, un moment après, il esquive de peu une chute de pierres du plafond causée par un ouvrier, le comte imagine que Mézeray a payé l'entrepreneur pour organiser un accident criminel, afin de s'emparer tout de suite du Modigliani. Furieux, le comte s'arme d'un pistolet et s'empresse de rattraper Mézeray à bord de son tacot. Confus, celui-ci est ramené au château et les deux « complices » sont sommés de s'expliquer : Pellot avoue que Mézeray l'a seulement payé pour bâcler les travaux. Bien que Mézeray n'ait pas voulu le tuer, le comte est remonté par cette révélation et se venge en lançant une grenade qui détruit un pan de mur, pour ajouter aux frais de reconstruction. Mézeray s'en fiche et repart en volant la camionnette de Pellot pour rallier au plus vite Paris. En route, Mézeray aperçoit un hélicoptère d'épandage en vol et l'interpelle pour le faire descendre, puis soudoie le pilote pour qu'il l'amène à Paris. Enfin de retour chez lui, il accueille Smith et Larsen et leur présente l'accord signé d'Enguerrand Louis Marie de Montignac, en expliquant avec difficulté qu'il s'agit du nom véritable de Legrain. Larsen remarque que l'accord ne stipule nullement que Legrain accepte l'opération de prélèvement, et accuse Mézeray de vouloir les rouler.
Pour vérifier que l’accord présenté par Mézeray n'est pas un faux, Smith et Larsen font appel à des détectives qui partent dans le Périgord pour rencontrer le comte. Au château de Montignac, où les travaux vont bon train, Legrain scrute l'arrivée de ces hommes suspects et, les voyant se munir d'armes, les prend pour des tueurs envoyés par Mézeray pour tenter une fois de plus de l'abattre. Les deux détectives se faisant passer pour des émissaires du ministère des Affaires culturelles venant visiter le château en raison de sa restauration, le comte leur propose de commencer la visite guidée par le souterrain, et les conduit dans son cul-de-basse-fosse, puis décide de partir pour Paris pour s'expliquer avec Mézeray. Alors qu'il s'apprête à partir, un réalisateur de télévision se présente à lui en expliquant que son émission Chefs-d'œuvre en péril, liée au ministère des Affaires culturelles, veut faire un reportage sur le château ; Montignac le prend pour un autre tueur à gage, recommence son numéro de guide et le jette lui aussi dans ses oubliettes. Après avoir prévenu la gendarmerie de sa nouvelle prise, le comte part pour la capitale, bien décidé à pourfendre le traître marchand d'art. Il fait une entrée tonitruante chez Mézeray, alors que ses enfants donnaient une surprise-partie, et, son sabre à la main, menace de se venger de sa tentative d'assassinat. Mézeray lui explique qu'il n'a pas besoin de le tuer puisqu'il suffit d'une opération chirurgicale pour prélever son tatouage, mais l'ancien légionnaire s'oppose catégoriquement à cela.

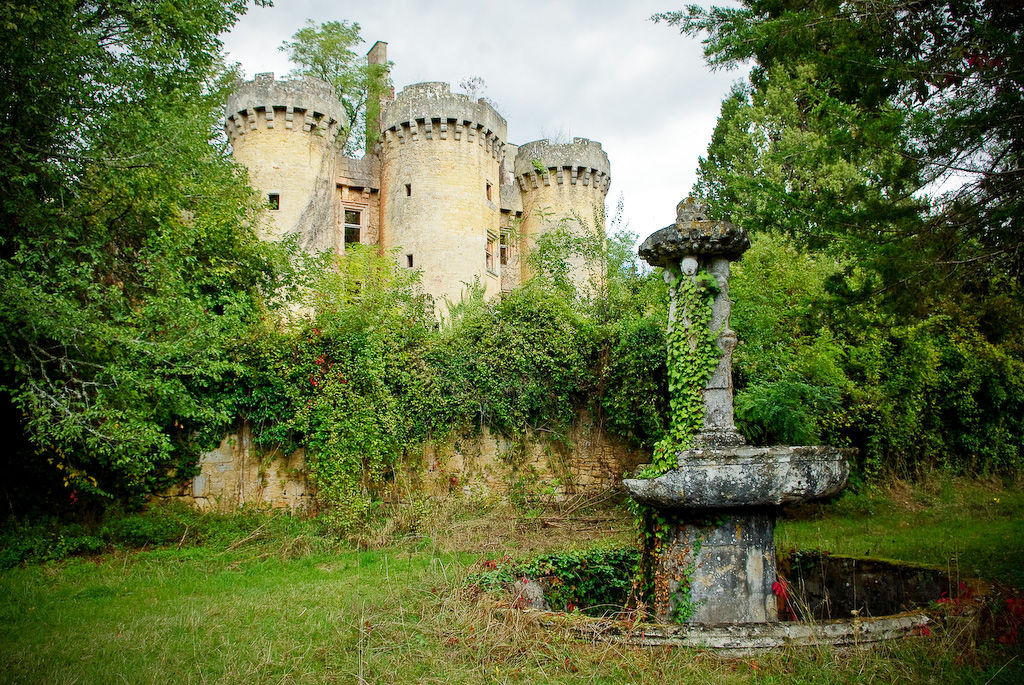
Le jardin du château et sa fontaine, lieu d'altercation entre Mézeray et le comte dès le premier matin.

Un temps après, ayant reçu l'autorisation du musée de Boston d'acheter le tatouage pour deux millions de dollars, Larsen et Smith réactivent l'affaire en proposant à Legrain de traiter directement avec eux, arguant que leur proposition vaut le triple de la somme avancée par Mézeray. Affirmant ne pas être vénal, Legrain refuse cette offre faramineuse, qu'il juge offensante, de même que de négliger Mézeray, lui ayant donné sa parole d'honneur et sa signature. Face à son insistance et pour ne pas perdre les 180 millions qu'ils ont déjà investis par avance dans les croûtes invendables de Mézeray, les acheteurs américains concrétisent donc l'affaire avec le marchand d'art. Il est finalement conclu que le tatouage sera donc vendu en viager, prélevé à la mort du comte-légionnaire.
Une visite médicale étant au préalable nécessaire afin de se prémunir contre toute détérioration de l'œuvre, le comte de Montignac passe un examen chez un éminent dermatologue, qui évalue que sa peau est en parfait état. Toutefois, face à un excès de cellulite qui pourrait déformer le tatouage, le dermatologue préconise de faire un régime, ce à quoi le comte s'oppose farouchement, ou bien du sport. Alors que Mézeray juge le vieil homme incapable de faire du sport, celui-ci se défend et lance même le défi au marchand d'art d'en faire avec lui. Tous deux se lancent donc dans des activités physiques, pratiquant le judo, la boxe, puis le patinage, ce qui les rapproche. Cependant, le soir, ils dînent copieusement dans un restaurant, suivant les goûts de bon vivant du comte. Là, Mézeray, d'habitude homme pressé et uniquement occupé par l'argent, prend goût à la bonne chère et la vie libre prônée par le truculent légionnaire. Ce dernier le met même au défi de le rejoindre au château pour trois semaines, le pensant incapable d'abandonner  ses affaires et son épouse. Le lendemain, à l'aéroport d'Orly, Mézeray fait croire à son épouse qu'il part pour un prétendu voyage d'affaires à New York mais, en réalité, il ne prend pas le vol, même s'il a laissé ses bagages dans l'avion. Le comte l'attend dans son tacot devant Orly, et tous deux partent pour la Dordogne, où Mézeray compte bien profiter d'une nouvelle vie, loin de son entreprise et son envahissante épouse. Il espère bien s'amuser, par exemple en emprisonnant quelques pilleurs de châteaux.
Quelque temps plus tard, alors que les travaux du château de Montignac se poursuivent, supervisés par le comte et Mézeray, devenus de grands amis, ils reçoivent la visite d'une imposante délégation comprenant le ministre des Affaires culturelles et le préfet. Sous l'œil amusé de son ami, qu'il présente comme l'honorable mécène de cette restauration, le comte de Montignac s'engage à leur présenter son château, commençant inévitablement par la visite des « fondations qui sont romanes et du plus grand intérêt sur le plan archéologique »...

## Fiche technique
Sauf indication contraire, les informations mentionnées dans cette section peuvent être confirmées par la base de données cinématographiques IMDb,  présente dans la section « Liens externes ».
- Titre : Le Tatoué
- Titre italien : Nemici… per la pelle ou Il Tatuato
- Réalisation : Denys de La Patellière
- Scénario : Alphonse Boudard (première version) et Pascal Jardin, d'après la nouvelle Gégène le tatoué d'Alphonse Boudard
  - Dialogue : Pascal Jardin
- Décors : Robert Clavel
  - Assistants décorateur : Michel de Broin, Marc Desages
- Costumes :  Jacques Cottin
- Photographie : Sacha Vierny (directeur de la photo), Jean-Paul Schwartz (cadreur), Pierre Li et Yves Agostini (assistants)
- Assistants réalisateur : Marco Pico[note 2], Bernard Stora
- Son : Jean Rieul (ingénieur du son), Marcel Corvaisier (perchman), Fernand Janisse (assistant)
- Effets spéciaux : Gérard Cogan
- Photographe de plateau : Marcel Dole
- Montage : Claude Durand, assisté de Myriam Baum
- Musique : Georges Garvarentz (Éditions French Music)
- Production déléguée :  Maurice Jacquin, Robert Dorfmann, Raymond Danon, Toussaint Torre[1], Franco Clementi[1]
  - Directeur de production : Ralph Baum
- Sociétés de production : Les Films Copernic et Les Films Corona (France), Ascot-Cineraid (Italie)
- Société de distribution : Prodis
- Pays d’origine :  France,  Italie
- Langue originale : français (et quelques répliques en anglais américain)
- Studios : Studios de Boulogne
- Format : couleur (Eastmancolor) — 35 mm — 2,35:1 (Franscope) — son mono (système d'enregistrement Westrex / Optiphone)
- Genre : Comédie
- Durée : 92 minutes — 2 500 métrages[2]
- Dates de sortie :
  - France : 18 septembre 1968
  - Italie : 28 septembre 1968
- Affiche : Jouineau Bourduge (France)

## Distribution
- Jean Gabin : le comte Enguerand de Montignac, dit « Legrain » à la Légion
- Louis de Funès : Félicien Mézeray, marchand d'art
- Paul Mercey : Maurice Pellot, entrepreneur
- Jo Warfield : Larsen, l’un des acheteurs américains du tatouage (celui qui parle bien français)
- Donald J. von Kurtz : Smith, l'autre acheteur américain du tatouage (celui qui parle mal français)
- Dominique Davray : Suzanne Mézeray, l'épouse de Félicien
- Pierre Tornade : le brigadier de Montignac
- Yves Barsacq : le postier de Montignac
- Ibrahim Seck : le valet de Mézeray
- Henri Virlogeux : M. Dubois, le peintre
- Hubert Deschamps : le Pr Mortemont, dermatologue
- Patrick Préjean et Pierre Maguelon : les détectives
- Lyne Chardonnet : Valérie Mézeray, fille de Félicien
- Pierre Guéant : Richard Mézeray, fils de Félicien
- Jean-Pierre Darras : Lucien, facteur de Montignac
- Michel Barbey : le pilote d'hélicoptère
- Jacques Richard, Jacky Blanchot et Jack Bérard : les pilleurs de châteaux
- Michel Tureau : le réalisateur de l'émission Chefs-d'œuvre en péril
- Danielle Durou : Justine Pellot, fille de l'entrepreneur
- Pierre Mirat : le ministre des Affaires culturelles
- Renate Birgo : l'assistante du réalisateur
- Bernard Mongourdin : le professeur de boxe
- Claude Salez : le barman

### Non crédités
- Pierre Repp : le paysan bègue
- Rudy Lenoir : le serveur
- Iska Khan : le professeur de judo

### Coupés au montage
- Max Fournel : le chauffeur de Mézeray
- Micheline Luccioni : l'aubergiste
- Jean-Pierre Sentier : le garçon

## Production et réalisation

### Genèse et développement

#### La volonté commerciale d'un producteur

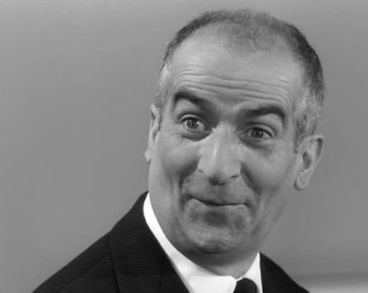
Dans le milieu des années 1960, Louis de Funès est devenu le comédien le plus populaire en France.

En 1967, le producteur Maurice Jacquin tient à la fois sous contrat Jean Gabin et Louis de Funès, puisque sa maison de production Les Films Copernic avait produit Le Tonnerre de Dieu, Du rififi à Paname et Le Soleil des voyous avec le premier, et venait de tourner Les Grandes Vacances et Le Petit Baigneur avec le second. Profitant de cette occasion, Maurice Jacquin envisage de réunir les deux vedettes dans un film, ce qui constituerait assurément un « coup » commercial énorme, au vu de la popularité des deux acteurs. En effet, Jean Gabin est considéré comme l'un des plus grands acteurs français vivant, même s'il n'est pas le plus « bankable », tandis que Louis de Funès enchaîne alors des succès d'ampleur, dominant sans conteste le box-office français depuis Le Gendarme de Saint-Tropez en 1964.
Auparavant, les noms de Jean Gabin et Louis de Funès n'étaient apparus que sur trois génériques de mêmes films, le second loin derrière le nom prestigieux du premier. En 1955, dans le Napoléon de Sacha Guitry, Gabin incarnait le maréchal Lannes dans une courte scène, tandis que de Funès n'était qu'une silhouette dans le rôle d'un soldat. L'année d'après, une scène culte les réunit dans La Traversée de Paris, où Gabin est l'imposant Grandgil et de Funès l'épicier Jambier alimentant le marché noir, l'un de ses premiers seconds rôles marquants,. Devenu un acteur de second rôle demandé, un an avant Pouic-Pouic, Louis de Funès partageait en 1962 dans Le Gentleman d'Epsom des scènes importantes avec la vedette Gabin, autour duquel le film était construit, étant l'heureuse victime de l'arnaque au cheval perdant qu'il monte.

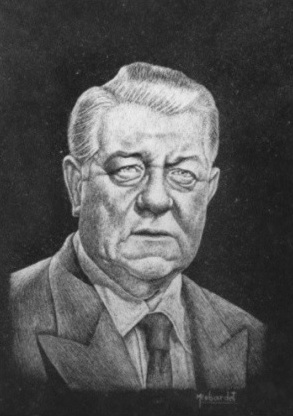
Lithogravure de Jean Gabin réalisée pour le musée Jean-Gabin à Mériel.

Le producteur parvient à convaincre les deux acteurs de former un duo comique le temps d'un film. Le projet doit être réalisé par Denys de La Patellière, fort du succès de Du rififi à Paname, et qui avait déjà côtoyé de Funès en 1952 sur le tournage de Boniface somnambule où il était assistant réalisateur. Jacquin arrête des dates pour le tournage, prévu à partir de février 1968. L'écriture du scénario est confiée à l'automne 1967 à l'écrivain Alphonse Boudard, auteur de trois films interprétés par Gabin — Du rififi à Paname, Le Jardinier d'Argenteuil et Le Soleil des voyous — à la suite de sa brouille avec son scénariste-dialoguiste attitré Michel Audiard après Mélodie en sous-sol,,. L'écrivain ancien délinquant se voit pour la première fois confier une comédie familiale, registre très différent des films de voyous sur lesquels il a jusqu'alors travaillé. Boudard entreprend d'adapter une nouvelle dont il est l'auteur intitulée Gégène le tatoué, écrite en 1965, qui raconte l'histoire d'un marchand de tableaux essayant d'acheter le tatouage que porte dans son dos un marginal, et qui serait l'œuvre de Modigliani.
La rémunération des deux vedettes diffère : Jean Gabin a un cachet de 100 millions d'anciens francs, contre 150 millions pour Louis de Funès. La Patellière explique que « Gabin avait pour principe de ne pas exiger trop d'argent. Il disait que si on mettait tout l'argent sur la vedette, il ne reste plus rien pour tourner le film ». À l'époque, l'acteur est depuis huit ans salarié de ses producteurs, pour lesquels il doit deux films par an, payés environ un million de francs chacun, un système qui lui permet de couvrir au mieux les dépenses de son domaine agricole de La Pichonnière en Normandie. Louis de Funès, lui, a un cachet plus élevé puisqu'il a un potentiel d'au minimum un million de spectateurs du fait de ses précédents triomphes commerciaux. Le réalisateur commente qu'« il n'était pas non plus très souple dans ce genre de négociation, pour ce que j'en ai su. Il demandait — et obtenait — beaucoup, mais était connu pour ne pas être très favorable à un intéressement aux recettes, alors que ça aurait pu lui rapporter beaucoup plus ». Tous les deux s'immiscent dans tous les aspects de la création du film, même ceux qui ne les concernent pas directement, de l'ensemble du scénario jusqu'au choix des techniciens.

#### Élaboration difficile du scénario
Alphonse Boudard écrit les premières versions de l'adaptation de sa nouvelle en prenant compte des observations des deux vedettes émises lorsque le sujet leur a été proposé. Le film s'intitule d'abord Comme en '14. La trame est encore très différente de celle du film achevé, surtout dans l'évolution des rapports entre Legrain et Mézeray au cours de l'histoire. Dans les premières versions du scénario, les deux personnages se tutoient dès leur arrivée au château de Montignac, avant de finalement se tourner le dos à la fin du film. Certaines séquences diffèrent ou disparaissent du scénario final. Alors qu'il n'est contraint qu'à quelques ordres et exercices militaires dans le film final, Mézeray doit carrément subir ici un véritable entraînement de légionnaire, notamment de maniement des armes. Lorsqu'ils repoussent les pillards, ils utilisent entre autres des pains de plastic, ce qui provoque l'effondrement d'une aile du château. Aussi, Legrain, débarquant à l'improviste chez le marchand d'art, est converti à la mouvance flower power hippie par les enfants de Mézeray, deux personnages quasi absents du film final.

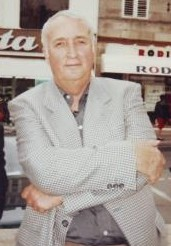
L'écrivain Alphonse Boudard (ici dans les années 1980), premier scénariste du film avant de lâcher l'affaire.

Surtout, le film doit alors se terminer sur la « défaite » du personnage de Legrain face à Mézeray. À la fin, le marchand d'art part le rejoindre dans son château, lassé de la vie parisienne, et parle de ne plus jamais retourner à Paris. Il déclare vouloir désormais s'astreindre à un mode de vie rustique mais Legrain l'avertit : « Tu ne seras pas installé depuis une heure que tu auras envie de téléphoner. Demain, tu feras venir une secrétaire… deux secrétaires… trois secrétaires… ». Par la suite, sa prédiction se confirme puisque Mézeray finit par construire une gigantesque usine à côté du château pour fabriquer à la chaîne le « Pâté du Légionnaire », d'après une délicieuse recette de pâté de lapin — mentionnée plusieurs fois tout au long du scénario — transmise dans la famille de Montignac. Cette première version du scénario s'achève sur le comte, dégoûté, qui fuit à bord de son tacot :

« Route usine. Extérieur. Jour. 
 Quant au comte de Montignac, légionnaire Legrain, au volant de son inaltérable B12, il s'en va chercher ailleurs le calme et la paix des champs… Symbole des temps nouveaux : une file de gros camions flambant neufs, venant de l'usine, le dépasse. Il les regarde, avec dégoût, passer un à un. Chaque camion est orné de l'image d'une énorme boîte de conserve. Le couvercle de la boîte de conserve s'orne d'un portrait plus grand que nature du comte de Montignac. Et le portrait est entouré d'une banderole qui proclame : “Pâté du Légionnaire”. »

— Dernière scène du scénario refusé d'Alphonse Boudard.
Cette version du scénario est refusée à la fois par Jean Gabin et Louis de Funès. Le premier n'apprécie pas l'écriture de son personnage, trop proche d'un clochard (le film fini étoffe le caractère du personnage à travers sa misanthropie et son attachement au passé). Le second demande de diminuer son dialogue au profit de son comique de gestes et désapprouve le caractère et l'évolution incohérents de son personnage : arrogant et cupide, Mézeray se laisse dominer par Legrain, finit déprimé et tient le mauvais rôle à la fin en gâchant la vie du comte-légionnaire par le resurgissement de son implacable goût des affaires.
Au fur et à mesure des modifications, Alphonse Boudard ne parvient toujours pas à satisfaire les deux comédiens. Alors qu'il s'efforce d'équilibrer les rôles, chacun juge que le scénario fait la part belle à l'autre : en téléphonant à Gabin pour connaître son avis, celui-ci le fécilite ironiquement « Ah, dis-donc, tu as bien travaillé pour Louis ! », tandis que De Funès se plaint « Mais alors, tout est pour Gabin. Moi je suis un clown blanc, je suis rien ?! »,. Le scénariste comprend qu'il est en fait difficile de faire « cohabiter » ces deux vedettes, désormais à statures égales, alors qu'il avait apprécié leurs scènes communes dans La Traversée de Paris et Le Gentleman d'Epsom à l'époque où l'un n'était que second rôle. Toute la profession et la presse sait que l'écriture s'embourbe à cause des exigences contradictoires des deux acteurs. Le 2 février 1968, Le Film français résume l'avancement du projet ainsi : « Un découpage approuvé par de Funès, un autre approuvé par Gabin pour Le Tatoué. ». Le producteur réclame à Alphonse Boudard de réécrire entièrement son scénario. Lassé par les desiderata des deux vedettes, le scénariste refuse et décide de quitter le projet,. Il perçoit quand même son cachet prévu de 125 000 francs, dont 12 500 pour son agent.
A posteriori, Boudard déclare qu'il n'a jamais autant perçu le poids du pouvoir que dans le milieu cinématographique, entre autres dans cette affaire, lui qui a pourtant vécu la délinquance et la prison,. Déçu par son incursion dans le cinéma, en particulier par cet épisode, Boudard reconnaît aussi qu'il considérait comme purement alimentaire et impersonnel son travail de scénariste.

### Attribution des rôles

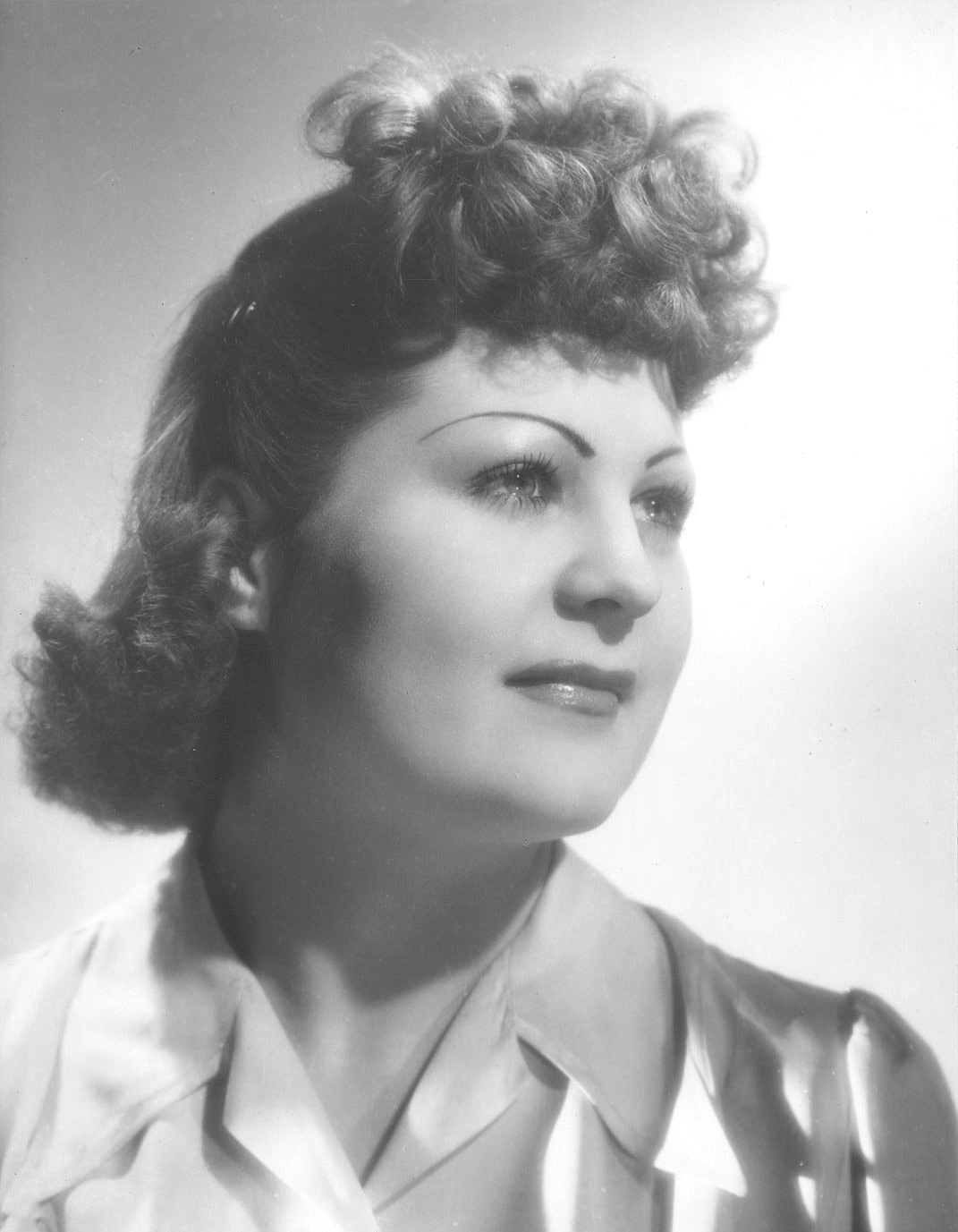
Dominique Davray, ici en 1950, incarne l'extravagante épouse de Félicien Mézeray.

Louis de Funès partage l'affiche du film alors qu'il est au faîte de sa gloire, dans son rôle classique des années 1960 d'entrepreneur mesquin, râleur et antipathique. Il est depuis quatre ans le champion du box-office, avec deux aventures du Gendarme, deux Fantomas, Oscar et Les Grandes Vacances,. Jouissant d'une autorité nouvelle de par sa puissance commerciale, il a pratiquement mis en scène Le Grand Restaurant (1966). En mars 1967, à la sortie du troisième Fantomas en plein triomphe de La Grande Vadrouille, Georges Charensol commente dans Les Nouvelles littéraires : « Après avoir végété pendant vingt ans, il a succédé en quelques mois à Jean Gabin, Brigitte Bardot ou Jean-Paul Belmondo dans le rôle de locomotive du cinéma français ». Avec quarante ans de carrière, Jean Gabin est, lui, déjà un mythe du cinéma français, toujours populaire, quoique boudé par les cinéastes de la Nouvelle Vague et contesté dans son jeu et ses choix,. Son confortable contrat avec Maurice Jacquin et Les Films Copernic lui a fait tourner Maigret voit rouge (1963), Monsieur (1964), Du rififi à Paname (1965), Le Tonnerre de Dieu (1965), Le Jardinier d'Argenteuil (1966) et Le Soleil des voyous (1967), où il alterne les rôles de policiers ou de malfaiteurs,,.
Apparu dans Du rififi à Paname (1966), le comédien américain Jo Warfield, travaillant en France, figure l'un des acheteurs du tatouage. L'emploi de l'excentrique Suzanne Mézeray est confié à Dominique Davray, second rôle prolifique du cinéma français, étonnante en épouse d'un personnage funésien,. C'est pourtant l'époque où Claude Gensac devient la femme attitrée de Louis de Funès à l'écran, dans Les Grandes Vacances, Oscar et bientôt Le Gendarme se marie. Déjà apparue en bistrotière dans Grandes Vacances (1967), Davray revient auprès de l'acteur comique dans Le Gendarme se marie (1968), Le Gendarme en balade (1970) et L'Aile ou la Cuisse (1976). Le valet noir des Mézeray au rire tonitruant est interprété par Ibrahim Seck, premier comédien afro-européen à avoir intégré le Conservatoire, ensuite revu aux côtés de Louis de Funès dans L'Homme orchestre (1970) et La Zizanie (1977),.
Le rôle d'un des deux détectives est attribué à Patrick Préjean, repéré par Louis de Funès dans Brigade antigangs (1966),. Le rôle du jeune réalisateur de Chefs-d'œuvre en péril est donné à Michel Tureau, engagé selon lui sur conseil de Louis de Funès, dont il jouait le fils dans Faites sauter la banque (1964),. Pierre Tornade, partenaire de Louis de Funès du temps des Branquignols, tient le rôle du gendarme du village de Montignac. Yves Barsacq, familier des films funésiens, interprète le postier de Montignac. Le facteur est quant à lui joué par Jean-Pierre Darras, vieille connaissance de Louis de Funès et croisé par Jean Gabin dans Monsieur (1964),. Dans un rôle de paysan, Pierre Repp incarne son personnage habituel de bègue, qu'il interprète régulièrement au music-hall, dans les cabarets parisiens et à la télévision,.

### Tournage

#### Un tournage contraint et sans scénario
| |  |  |
| Marco Pico et Bernard Stora (ici en 2024 et 2007) sont, à leurs débuts, assistants-réalisateur sur Le Tatoué, à l'emploi du temps complexe. |  |  |

« Quand on connaît les circonstances, c'est déjà un miracle que nous soyons arrivés à faire ce film, et en plus qu'il ait marché »

— Denys de La Patellière, 2012.
À quelques semaines des dates de tournage prévues, Le Tatoué n'a pas de scénario abouti et approuvé par ses acteurs principaux. Le scénario passe un temps entre les mains de Pierre Lévy-Corti, aidé du réalisateur. Les deux acteurs, étant liés par contrat à la société Les Films Copernic, sont donc obligés de tourner un film. Denys de La Patellière envisage une solution : tourner deux films séparément avec chaque acteur en reportant le projet les réunissant. Il propose à Jean Gabin d'adapter un roman d'Honoré de Balzac et à Louis de Funès d'adapter L'Avare, pièce que l'acteur désirait jouer depuis longtemps,. Tous deux sont favorables à l'idée du réalisateur. Ces deux projets séparés n’empêcherait pas de les réunir plus tard pour un nouveau film. Maurice Jacquin tient néanmoins à ce que le projet en commun soit tourné. Étant distributeur de ses productions, il rencontre beaucoup exploitants de salles qui lui enjoignent de ne pas renoncer à cette affiche prometteuse. De plus, les emplois du temps des deux acteurs sont pris pour d'autres engagements après les dates réservées pour Le Tatoué, rendant la possibilité d'un report de tournage très lointaine. La Patellière raconte : « Sachant que ni Gabin ni de Funès ne voulait faire ce film, je lui ai répondu : « Et tourner quoi ? ». Jacquin n'est pas revenu sur sa décision, nous avons dû faire un film ».

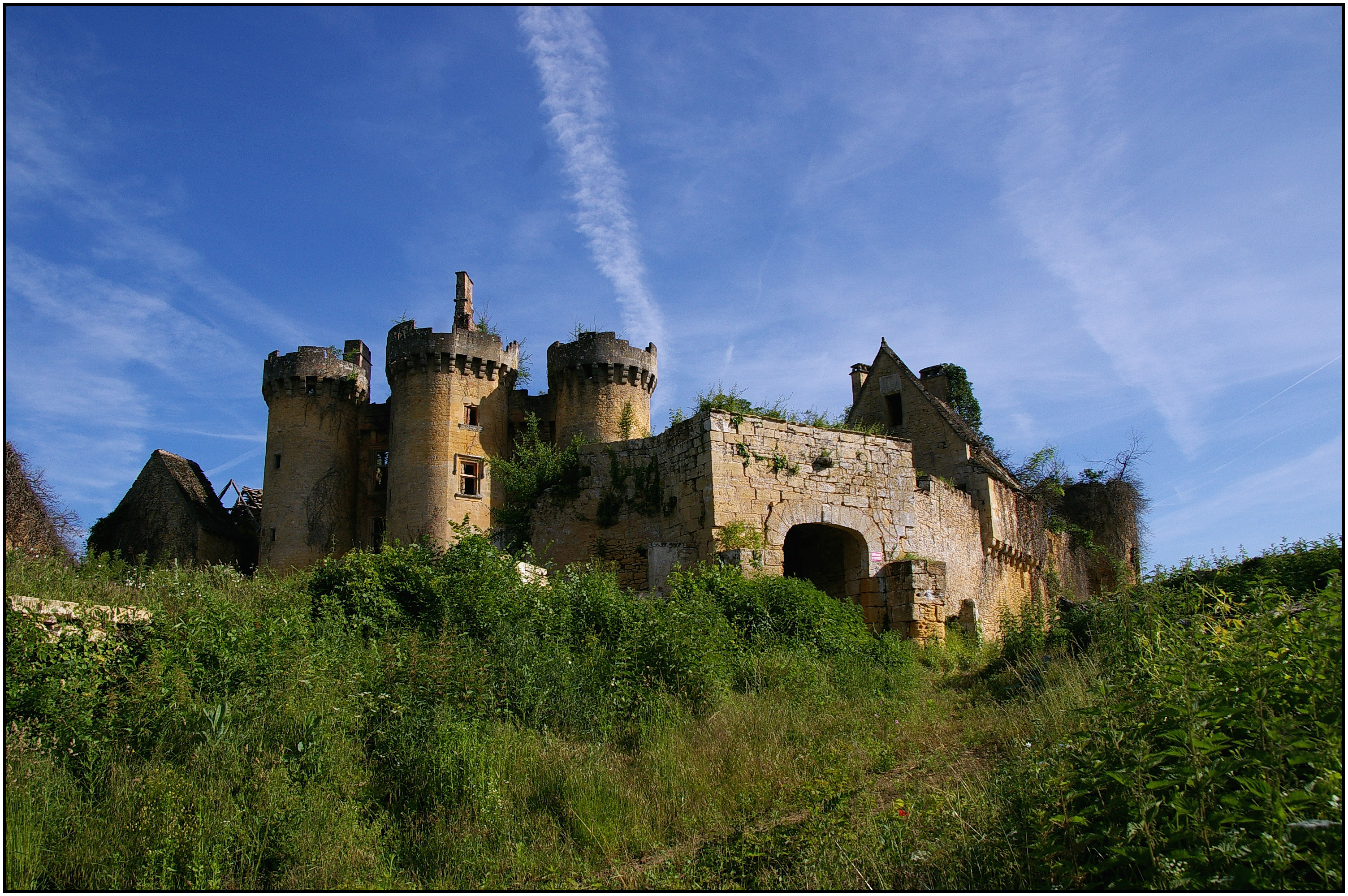
En Dordogne, le château médiéval de Paluel, en ruines depuis un incendie en 1944, sert de décor au château à restaurer du comte de Montignac.

Au matin du jeudi 15 février 1968, Jean Gabin et Louis de Funès arrivent au studio G des studios de Boulogne, respectant leur contrat. Le tournage du Tatoué commence comme prévu à cette date, sans véritable scénario. Au bout de trois jours, l'efficace scénariste Pascal Jardin est appelé en renfort, sur recommandation de Gabin,. Il était déjà l'auteur de quatre films de La Patellière (Tempo di Roma, Le Tonnerre de Dieu, Le Voyage du père et Soleil noir) et plusieurs autres avec Gabin dont Monsieur et L'Âge ingrat,. Satisfait de son travail sur Le Tonnerre de Dieu, Gabin apprécie sa capacité à livrer des dialogues à la manière d'Audiard. Jardin doit reprendre les cinq à six cents pages de dialogues laissées par Boudard. L'intrigue générale est arrêtée jusqu'au moment où Mézeray et Legrain arrivent au château. Il reste à réécrire la fin et fixer certaines péripéties. Le premier scénario avait pour problèmes principaux de séparer trop longtemps les deux vedettes, alors que l'intérêt du projet repose dans leur confrontation, et de se terminer sur la défaite morale de l'un ou l'autre personnage. L'enjeu de Jardin est ainsi de réunir véritablement le duo tant réclamé, de résoudre le problème de la fin et de contenter les deux comédiens. Il doit faire en sorte que les rôles soient à égalité et que chacun puisse exprimer au mieux son jeu comique. Pour l'intrigue, le scénariste explore plusieurs pistes au cours de l'écriture, l'une d'entre elles impliquant une jeune femme aux côtés de Gabin et de Funès, d'où une annonce de la production dans la presse pour trouver une ingénue d'environ dix-sept ans. Quant à ces modifications, Alphonse Boudard déclarera bien plus tard : « il n'y a pas une ligne de moi dans le résultat ! ».
La réécriture et l'achèvement du scénario ont ainsi lieu en même temps que le tournage. Denys de La Patellière explique : « Nous avons donc commencé à tourner sans trop savoir où nous allions. (…) Au commencement du tournage, nous n'avions que trois scènes écrites. Jardin m'apportait chaque scène à l'avant-veille du tournage, juste à temps pour que le premier assistant s'organise pour les détails de décor et d'accessoire, et nous préparions le plateau la veille ! Ce fut donc très compliqué… »,. Afin de suivre le travail de Pascal Jardin, le tournage va donc se dérouler dans l'ordre chronologique de l'histoire, d'abord aux studios, puis en Dordogne, et à nouveau à Boulogne. La crainte d'obtenir un film raté pèse sur le réalisateur : « c'était tellement fou, on ne savait absolument pas où on allait ».
Le Tatoué est filmé avec des caméras américaines Mitchell BNC 88 (la version insonorisée) pour les prises de vues en studios et des caméras françaises Caméflex pour les tournages en extérieurs ainsi qu'une ou plusieurs dolly de marques Moviola. La totalité des plans du film est tournée sous la direction de Denys de La Patellière, assisté de Marco Pico et Bernard Stora, sans seconde équipe. La voiture appartenant au comte de Montignac est une Chenard et Walcker de 1925.
| |  |  |
| La salle en ruines que font visiter Mézeray et Montignac à Pellot. Seul intérieur du château de Paluel visible dans le film. |  |  |

Dans le Périgord, le tournage se déroule au château de Paluel à Saint-Vincent-le-Paluel, près de Sarlat,,,,,. La bâtisse médiévale en ruine depuis la Seconde Guerre mondiale sert de décor au château de Montignac (le comte de Montignac explique d'ailleurs qu'« il a brûlé quatre fois, la dernière en '44 », ce qui peut faire écho au véritable incendie du château de Paluel déclenché par l'occupant allemand en juin 1944),. Les équipes de décoration posent de fausses fenêtres et portes dans les ouvertures vides de la façade pour donner l'illusion que le château n'est pas totalement en ruine, alors qu'il ne reste quasiment plus rien derrière cette façade,. L'envahissante végétation est nettoyée pour l'occasion. L'intérieur du château et son souterrain sont construits en studios,,. Seul un intérieur du véritable château apparaît dans le film, une grande salle voûtée au toit éventré, avec cheminée monumentale, baies gothiques et portes sculptées ; Legrain et Mézeray y évaluent les travaux à réaliser avec l'entrepreneur Pellot, puis Legrain manque d'être tué par une chute de pierres du plafond.
Les scènes dans le village de Montignac sont tournées aux environs du château. Le village fortifié de Domme sert pour les décors de la place où se trouve la maison de Pellot et la Poste, de l'église lors du mariage de la fille Pellot, et de la gendarmerie,,. Dans sa course à vélo, Mézeray traverse la Porte del Bos, une entrée des fortifications de Domme. Le trajet de Legrain en tacot pour rattraper Mézeray, qu'il accuse vouloir l'assassiner, passe la Porte des Tours, une autre entrée de Domme,, puis devant une grange de Carsac-Aillac. L'échange virulent avec Mezeray est filmé aux abords de l'église et du cimetière de Saint-Vincent-le-Paluel,,.

Décors extérieurs du village de Montignac, dans le Périgord.
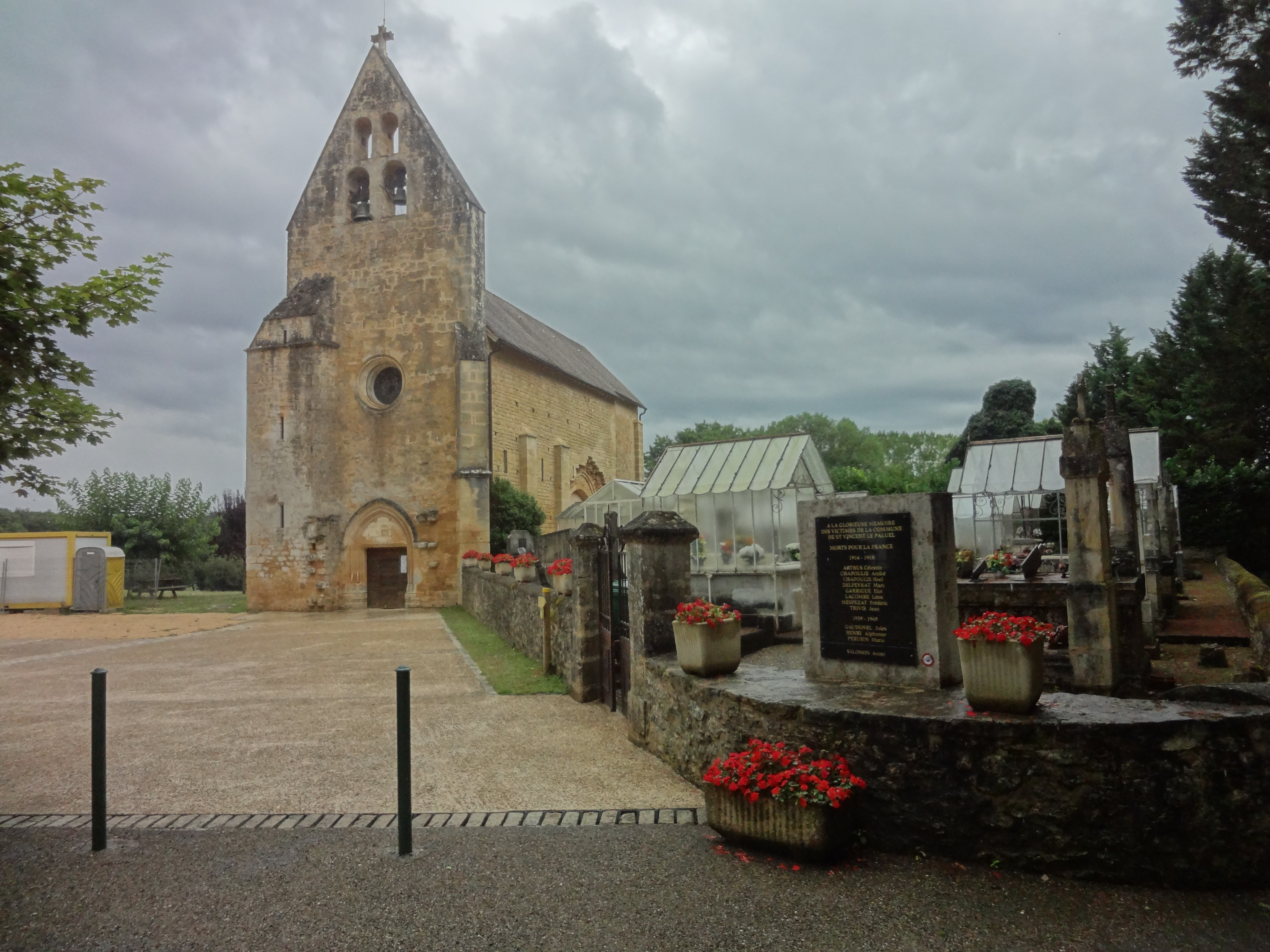
Là où Montignac menace d'un pistolet Mézeray. (Saint-Vincent-le-Paluel)
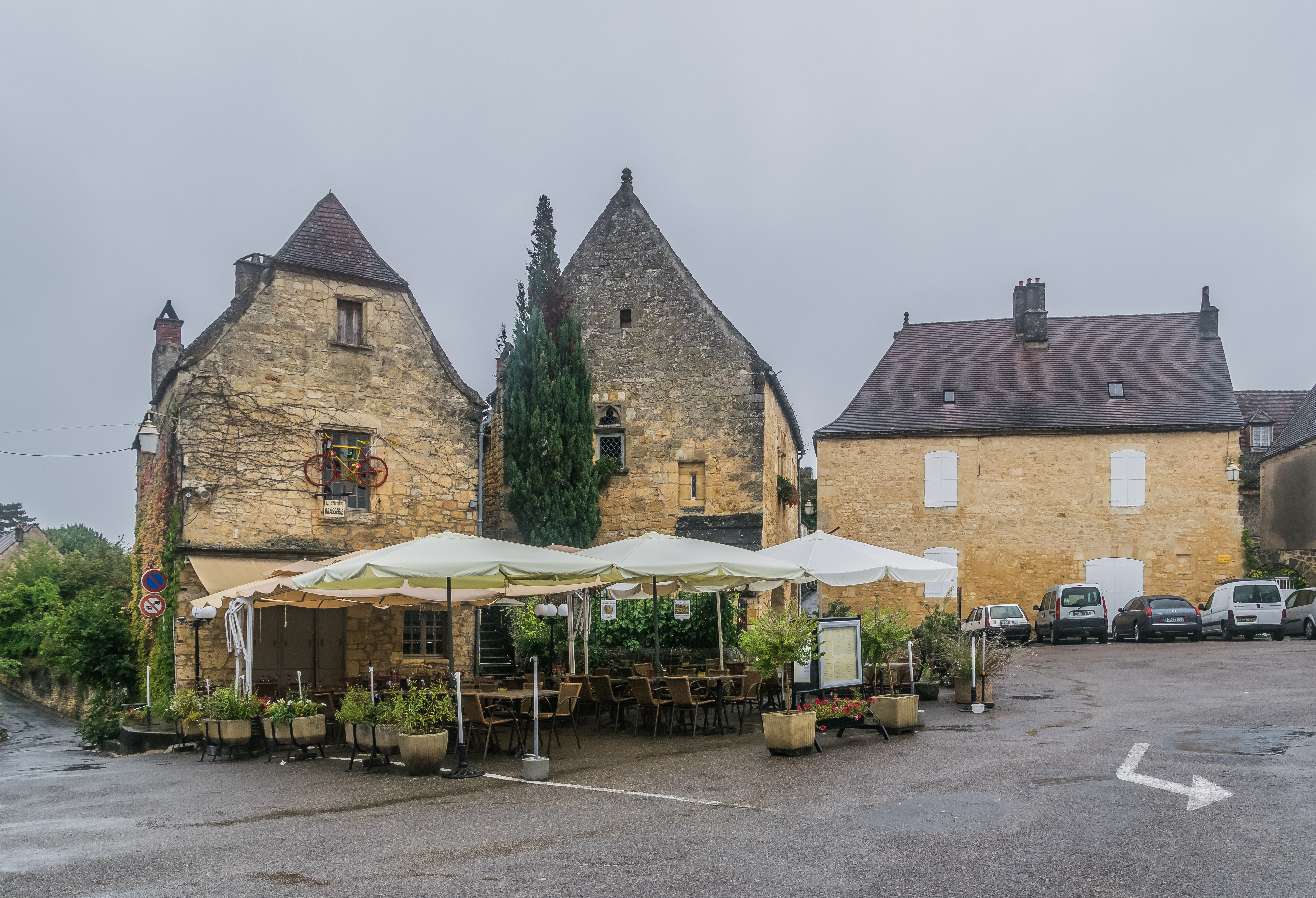
La place où se trouve la maison de Pellot et la Poste. (Domme)
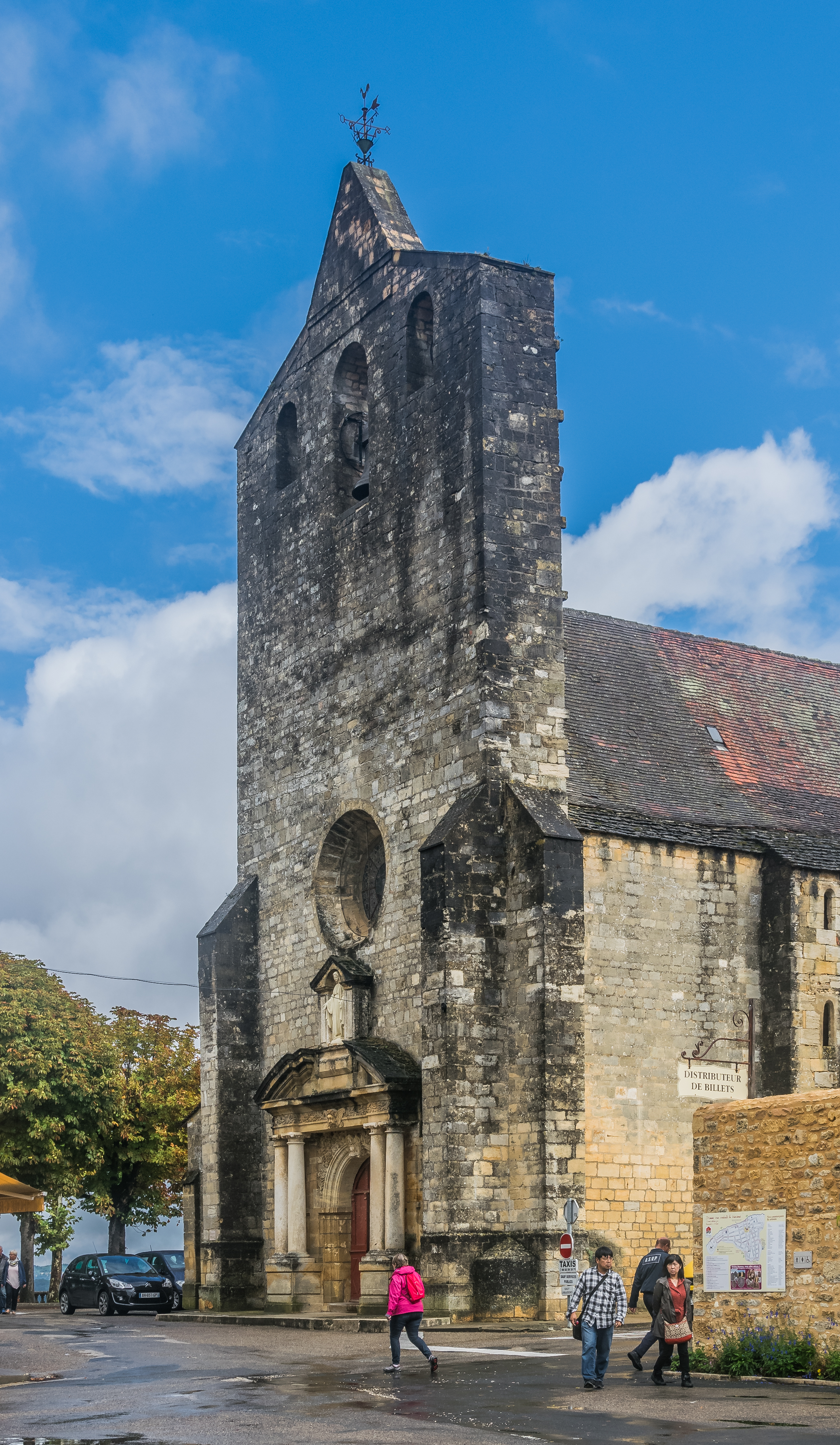
L'église où Pellot marie sa fille (Domme)
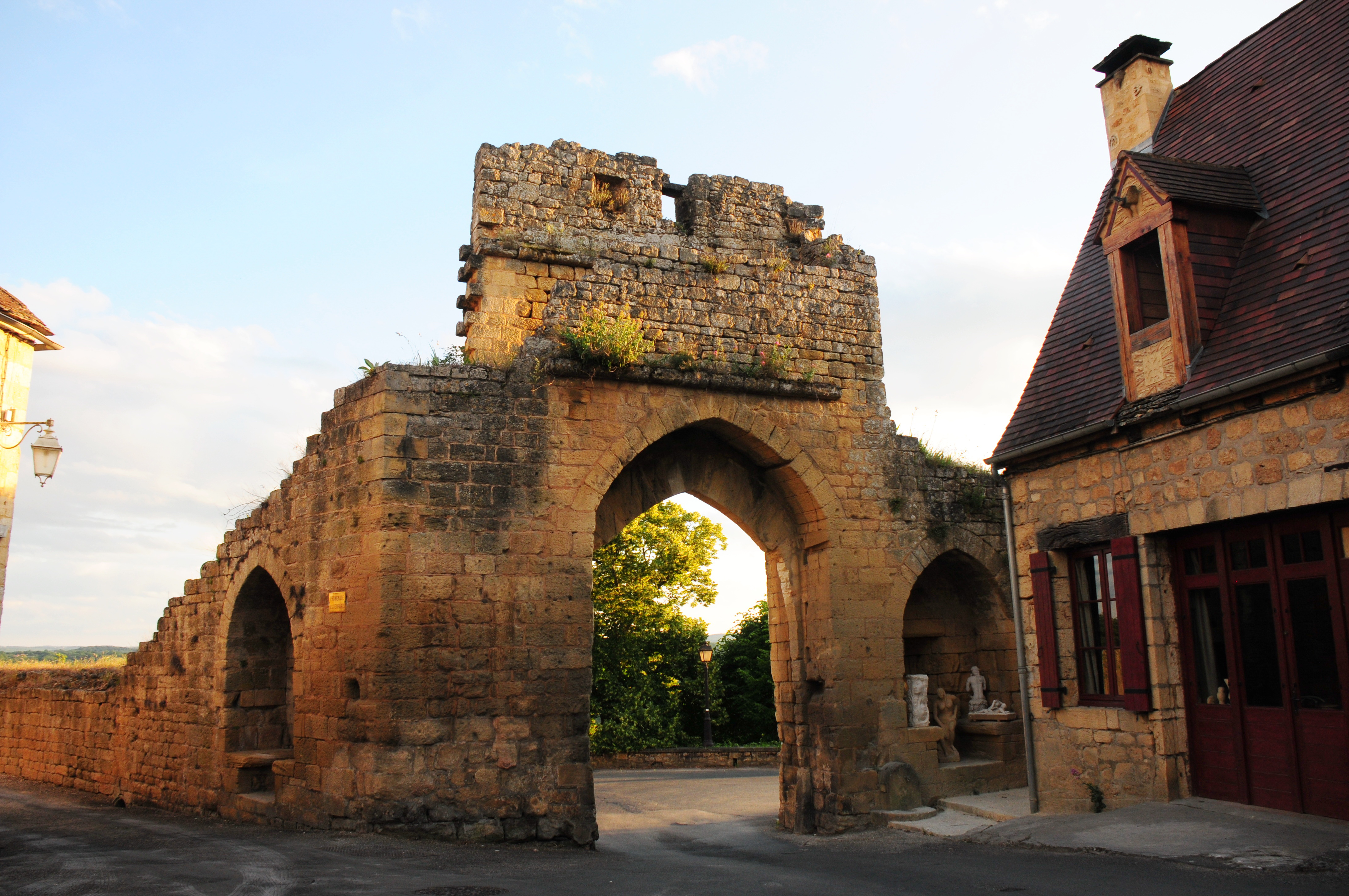
Une entrée que Mézeray franchit à vélo. (Porte del Bos, Domme)
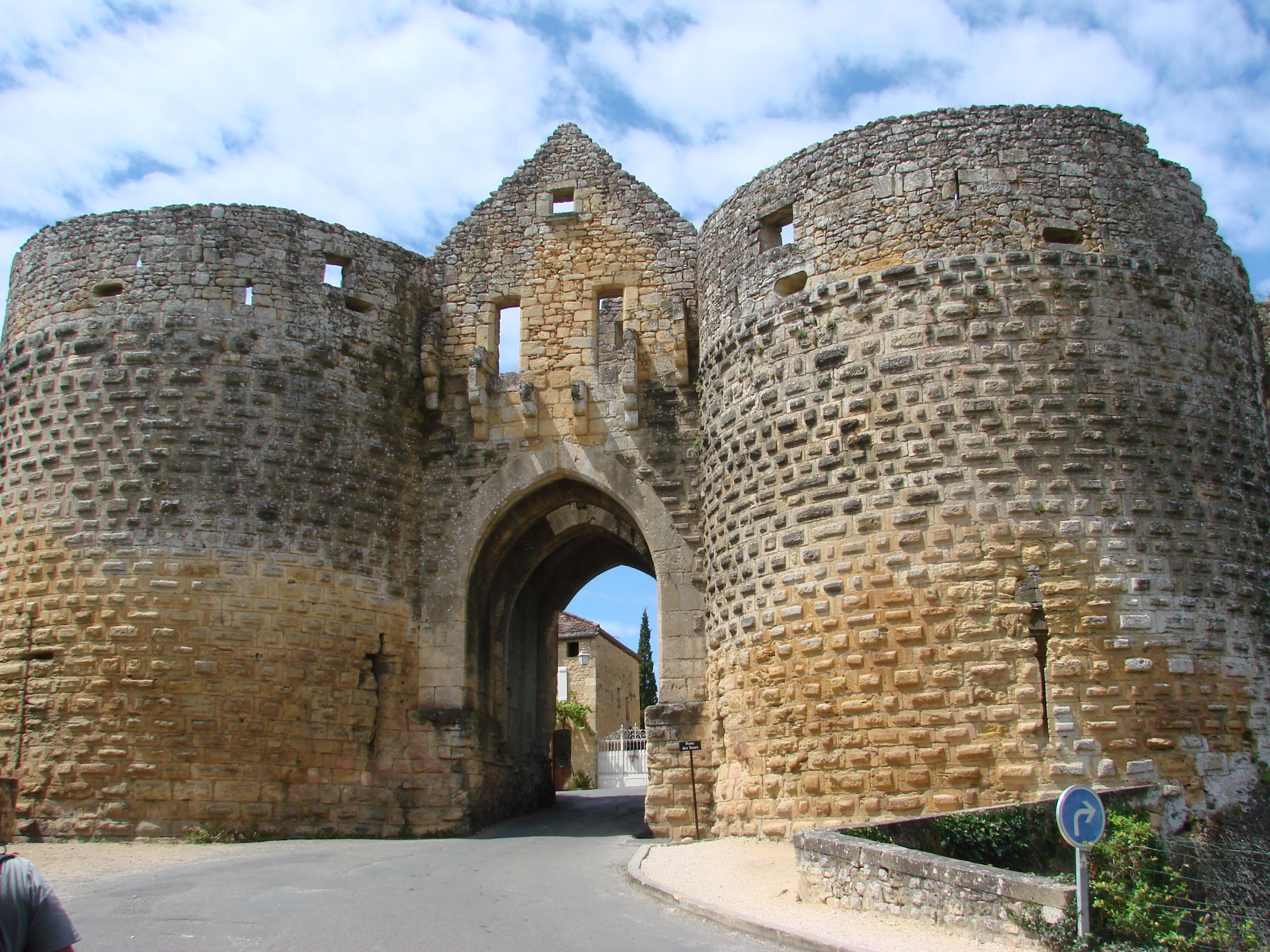
Une autre entrée franchie par le comte et son tacot. (Porte des Tours, Domme)
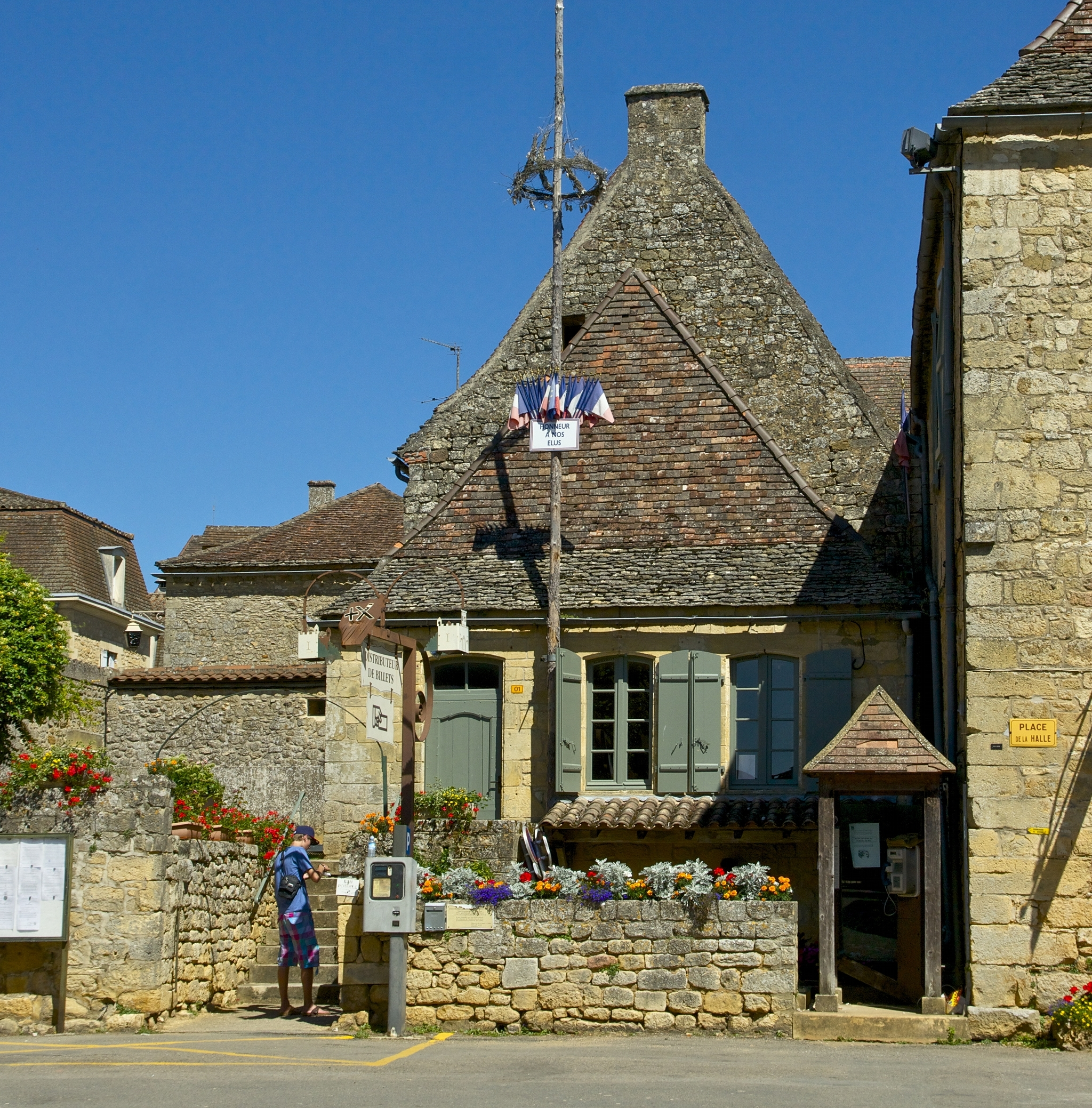
La gendarmerie de Montignac. (Domme)

Le tournage extérieur prend également place à Paris et ses environs.
Les scènes du pavillon de Legrain ont lieu près de La Défense, dans les premiers journées de tournage. Le plan du tacot de Legrain quittant Paris pour rejoindre sa « maison de campagne » est filmé à Suresnes, au pied du belvédère dominé par la forteresse du Mont-Valérien, pour capturer la vue sur la capitale et la tour Eiffel, bien que ce ne soit pas la direction de la Dordogne,. Le périple jusqu'en Dordogne montre des plans de villages ou de campagne, notamment pris à Rochefort-en-Yvelines, Longvilliers et Guyancourt (la route au-dessus de l'étang du Moulin à Renard, lorsque le tacot double le camion Purodor). L'hélicoptère réquisitionné par Mezeray pour retourner à Paris atterrit dans le jardin du château de la Cour Senlisse, à Senlisse,. Des plans d'expositions et l'arrière-plan des transparences de la scène de patinage sont filmés au bassin d'hiver (converti en patinoire) de la piscine Molitor. Le faux départ de Mezeray pour les États-Unis est tourné à l'aéroport d'Orly-Sud ; le plan de l'avion qu'il aurait dû prendre montre le décollage d'un Boeing 707 d'Air India,. Le tournage du Tatoué est achevé en avril 1968.

#### Rapports entre Jean Gabin et Louis de Funès
Alors que Jean Gabin est une tête d'affiche depuis l'entre-deux-guerres, Louis de Funès (qui obtient un plus gros cachet pour ce film) ne l'est que depuis quelques années, mais avec un succès plus considérable que son aîné.
Malgré leur amitié, respect mutuel et leur bonne entente lors de leurs précédentes rencontres (dans La Traversée de Paris et Le Gentleman d'Epsom), les deux acteurs restent quelque peu distants l'un de l'autre durant le tournage. Ils ont par ailleurs eu un point de désaccord lorsque De Funès demanda (ce qu'il obtint) à ce que les lumières soient assez puissantes pour mettre en valeur ses yeux alors que Gabin souhaitait l'inverse pour ne pas faire ressortir sa couperose (que l'on peut voir dans certaines scènes).
De Funès éprouve quant à lui une anxiété dévorante face à son partenaire, véritable « monstre sacré » du cinéma, et devient démesurément exigeant envers son propre jeu, ce qui le place, comme il finit par le reconnaître, dans une situation inconfortable et épuisante. Vient s'ajouter à cela la difficulté de coopérer avec une équipe différente (celle de Gabin), au sein de laquelle l'acteur vedette se sent dépaysé. Les critiques spécialisés ne manqueront pas de souligner ce malaise de l'acteur.

### Bande originale
Georges Garvarentz compose la bande originale du Tatoué. Il est un collaborateur régulier de Denys de La Patellière, depuis Un taxi pour Tobrouk (1961), film pour lequel il avait été engagé grâce à la présence au générique de son beau-frère Charles Aznavour,. Sur la séquence de Mézeray et Legrain pourchassant des pilleurs de châteaux jusque dans les souterrains, Garvarentz livre un morceau intitulé Modigliani blues, un pastiche de The Pink Panther Theme d'Henry Mancini (le thème de La Panthère rose).
Aucune publication de la bande originale du film ne semble avoir lieu à l'époque de la sortie en salles. La musique n'est rendue disponible que plus tard. Trois morceaux, Générique, Modigliani blues et Slow du Légionnaire font partie de la compilation en CD Georges Garvarentz : Musiques de films parue en 1997,. Générique, Modigliani blues et Mézeray et Legrain sont présents dans la compilation en CD Louis de Funès, bandes originales des films, vol. 2, publiée en 1998 et ré-éditée en 2007,,. Ces seules quatre pistes de bande originale sont intégrées à la vaste compilation Louis de Funès, musiques de films, 1963-1982 de la collection Écoutez le cinéma !, publiée en 2014,.

### Montage
Le montage du film se déroule alors que les événements de mai 68 ont lieu à travers toute la France. La production de la quasi-totalité des films en cours de réalisation à ce moment-là en France — qu'ils soient français ou étrangers — est interrompue, tous les tournages étant paralysés par les grèves et les pénuries d'essences. Le réalisateur Denys de La Patellière, étant le président du syndicat CGT du cinéma, participe aux manifestations. Le montage du Tatoué n'est néanmoins pas perturbé par l'actualité car les monteurs Claude Durand et Myriam Baum, du même côté que le réalisateur, poursuivent leur travail. En juin 1968, La Patellière retrouve d'ailleurs de Funès à Saint-Tropez lorsqu'il tente, en tant que président du syndicat CGT cinéma, de faire poursuivre la grève bloquant alors Le Gendarme se marie. Le tirage des copies d'exploitation est ensuite réalisé au laboratoire Franay LTC à Saint-Cloud.

## Exploitation et accueil

### Sortie en salles et box-office

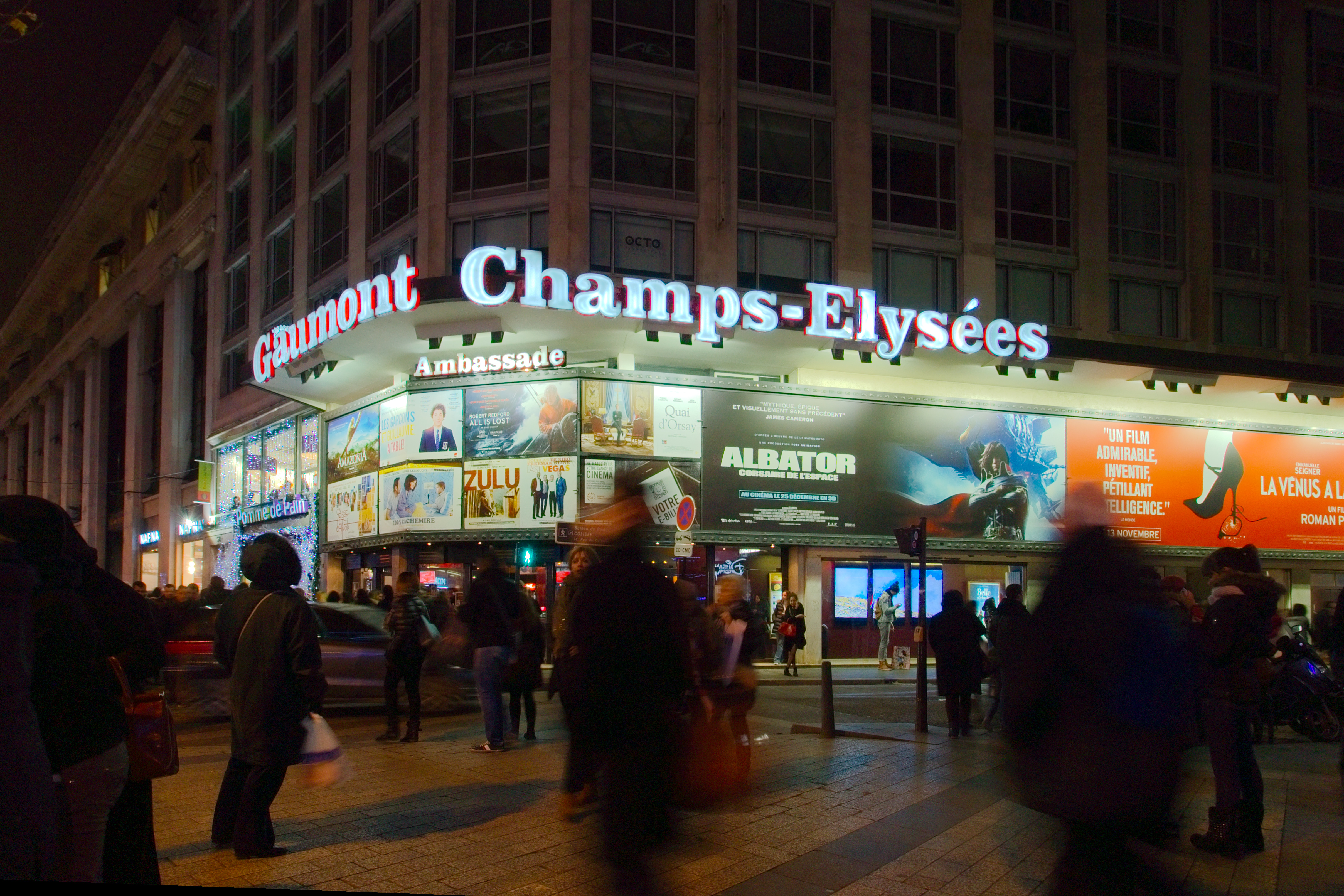
Le cinéma Gaumont Ambassade, où se déroula la première du film en septembre 1968.

La première du Tatoué a lieu au cinéma Gaumont Ambassade, à Paris. Jean Gabin ne s'y rend pas, contrairement à Louis de Funès, qui refuse cependant de s'exprimer aux journalistes sur la lamentable affaire qu'est le film.
Le Tatoué sort en salles à la rentrée, le 18 septembre 1968,. D'abord présent dans seulement cinq cinémas parisiens en exclusivité, le film s'installe dès sa sortie en tête du box-office hebdomadaire parisien, détrônant Faut pas prendre les enfants du bon Dieu pour des canards sauvages de Michel Audiard en place depuis deux semaines. Forts de ce succès, les producteurs s'offrent une page de publicité dans Le Film français proclamant « tous les records battus » : « en première semaine, Les Grandes Vacances (production Jacquin) avait réussi 71 594 entrées en décembre 1967, Le Petit Baigneur (production Dorfmann-Jacquin) 79 415 entrées en mars 1968, Le Tatoué (production Jacquin-Dorfmann) 80 040 entrées en septembre 1968 ».
Un tel démarrage est désormais habituel pour Louis de Funès et correspond aux attentes d'une affiche Gabin / de Funès. Le film s'impose aisément comme le succès de la rentrée. Pierre Billard de L'Express proclame : « Autrefois, la courbe des recettes subissait des variations saisonnières. Aujourd'hui, Louis de Funès a remplacé le soleil, la pluie et les jours fériés. Il suffit qu'il paraisse, et c'est Noël au box-office ». Le Tatoué ne demeure cependant au sommet du classement parisien que trois semaines, avant d'être dépassé par la sortie de Ho ! avec Jean-Paul Belmondo.
Dans sa cinquième semaine d'exploitation, Le Tatoué, projeté dans davantage de salles, décolle en France et atteint la première place du box-office hebdomadaire national, remplaçant là aussi le premier film réalisé par Michel Audiard. Il reste au sommet les cinq semaines suivantes, avant d'être relégué à la troisième place par La Prisonnière d'Henri-Georges Clouzot et La Grande Lessive (!) avec Bourvil ; il cumule alors 1,7 million d'entrées depuis sa sortie. Au 31 décembre, en à peine quatre mois d'exploitation, Le Tatoué s'établit comme le neuvième film le plus vu dans les cinémas français au cours de l'année 1968, avec deux millions d'entrées. Le Tatoué se maintient dans les trente meilleurs résultats hebdomadaires nationaux jusqu'en février 1969. À la fin de l'année, le film frôle les trois millions de spectateurs.
| Semaine | Semaine                           | Rang | Entrées | Cumul             | Salles | no 1 du box-office hebdo.     |
| ------- | --------------------------------- | ---- | ------- | ----------------- | ------ | ----------------------------- |
| 1       | 18 septembre au 24 septembre 1968 | 4e   | 80 221  | 80 221 entrées    | 6      | Faut pas prendre les enfants… |
| 2       | 25 septembre au 1er octobre 1968  | 9e   | 55 830  | 136 051 entrées   | 5      | Faut pas prendre les enfants… |
| 3       | 2 octobre au 8 octobre 1968       | 11e  | 50 702  | 186 753 entrées   | 8      | Faut pas prendre les enfants… |
| 4       | 9 octobre au 15 octobre 1968      | 5e   | 73 475  | 260 228 entrées   | 16     | Faut pas prendre les enfants… |
| 5       | 16 octobre au 22 octobre 1968     | 1er  | 148 306 | 408 534 entrées   | 36     | Le Tatoué                     |
| 6       | 23 octobre au 29 octobre 1968     | 1er  | 312 151 | 720 685 entrées   | 72     | Le Tatoué                     |
| 7       | 30 octobre au 5 novembre 1968     | 1er  | 488 161 | 1 208 846 entrées | 103    | Le Tatoué                     |
| 8       | 6 novembre au 12 novembre 1968    | 1er  | 278 142 | 1 486 988 entrées | 100    | Le Tatoué                     |
| 9       | 13 novembre au 19 novembre 1968   | 1er  | 112 950 | 1 599 938 entrées | 76     | Le Tatoué                     |
| 10      | 20 novembre au 26 novembre 1968   | 1er  | 101 640 | 1 701 578 entrées | 65     | Le Tatoué                     |
| 11      | 27 novembre au 3 décembre 1968    | 3e   | 87 583  | 1 789 161 entrées | 67     | La Prisonnière                |
| 12      | 4 décembre au 10 décembre 1968    | 5e   | 76 234  | 1 865 395 entrées | 72     | La Prisonnière                |
| 13      | 11 décembre au 17 décembre 1968   | 7e   | 45 870  | 1 911 265 entrées | 53     | Le Livre de la jungle         |
| 14      | 18 décembre au 24 décembre 1968   | 8e   | 49 357  | 1 960 622 entrées | 60     | Le Livre de la jungle         |
| 15      | 25 décembre au 31 décembre 1968   | 5e   | 181 321 | 2 141 943 entrées | 115    | Le Livre de la jungle         |
| 16      | 1er janvier au 7 janvier 1969     | 6e   | 119 608 | 2 261 551 entrées | 98     | Le Livre de la jungle         |
| 17      | 8 janvier au 14 janvier 1969      | 15e  | 46 276  | 2 307 827 entrées | 57     | Le Gendarme se marie          |
| 18      | 15 janvier au 21 janvier 1969     | 12e  | 55 403  | 2 363 230 entrées | 72     | Le Gendarme se marie          |
| 19      | 22 janvier au 28 janvier 1969     | 15e  | 39 406  | 2 402 636 entrées | 69     | Le Gendarme se marie          |
| 20      | 29 janvier au 4 février 1969      | 20e  | 32 997  | 2 435 633 entrées | 61     | Le Gendarme se marie          |
| 21      | 5 février au 11 février 1969      | 25e  | 28 119  | 2 463 752 entrées | 59     | Le Gendarme se marie          |
| 22      | 12 février au 18 février 1969     | 30e  | 21 753  | 2 485 505 entrées | 53     | Le Livre de la jungle         |

| Semaine | Semaine                           | Rang | Entrées | Cumul           | no 1 du box-office hebdo. |
| ------- | --------------------------------- | ---- | ------- | --------------- | ------------------------- |
| 1       | 18 septembre au 24 septembre 1968 | 1er  | 80 040  | 80 040 entrées  | Le Tatoué                 |
| 2       | 25 septembre au 1er octobre 1968  | 1er  | 59 430  | 139 470 entrées | Le Tatoué                 |
| 3       | 2 octobre au 8 octobre 1968       | 1er  | 47 462  | 186 932 entrées | Le Tatoué                 |
| 4       | 9 octobre au 15 octobre 1968      | 1er  | 48 300  | 235 232 entrées | Le Tatoué                 |
| 5       | 16 octobre au 22 octobre 1968     | 2e   | 33 510  | 268 742 entrées | Ho !                      |
| 6       | 23 octobre au 29 octobre 1968     | 4e   | 30 490  | 299 232 entrées | Barbarella                |
| 7       | 30 octobre au 5 novembre 1968     | 7e   | 33 824  | 333 056 entrées | Le Gendarme se marie      |
| 8       | 6 novembre au 12 novembre 1968    | 7e   | 29 894  | 362 950 entrées | Le Gendarme se marie      |

Au terme de son exploitation en salles sur plusieurs années, Le Tatoué enregistre 771 586 entrées sur Paris et sa périphérie, et 3 211 778 entrées dans la France entière,. Le triomphe commercial espéré pour un tel duo d'acteurs n'a pas eu lieu mais le résultat est néanmoins enviable. Denys de La Patellière déclare que « les producteurs sont rentrés dans leurs frais, et même un peu mieux. Mais ils en attendaient sûrement mieux ». Avec le recul, Le Tatoué est à la huitième place du box-office des films sortis en France en 1968, quelques places derrière deux autres films de Louis de Funès, Le Gendarme se marie (en deuxième position du classement) et Le Petit Baigneur (quatrième), tandis que Le Pacha avec Jean Gabin est à la dix-huitième place. Il s'agit du cinquième meilleur box-office de son réalisateur et de l'un des plus grands succès du scénariste Pascal Jardin.
C'est le premier film de Louis de Funès depuis Le Corniaud (1965) à ne pas connaître le grand succès public attendu. Véritable « empereur du box-office français » à cette période, il enchaîne en tant que nouvelle vedette des succès colossaux d'au minimum quatre à cinq millions d'entrées. Jusqu'alors, les 3,5 millions de Fantomas contre Scotland Yard (1967) constituaient son box-office le plus bas. Dans son palmarès personnel, Le Tatoué est donc une déception. Le Gendarme se marie, à partir d'octobre 1968, le fait renouer avec des résultats bien plus glorieux.
Ces chiffres sont, à l'inverse, notables pour le box-office de Jean Gabin. Sans rencontrer les francs succès qu'il avait connu auparavant, Gabin aligne tout au long des années 1960 d'honorables scores d'environ deux millions d'entrées par film (à l'exception des quatre millions du Tonnerre de Dieu en 1965). Il avait essuyé en 1966 le revers du Jardinier d'Argenteuil (moins de 900 000 spectateurs) mais avait su retrouver sa côte avec Le Soleil des voyous l'année suivante et Le Pacha à partir de mars 1968,,. Le Tatoué lui offre un nouveau succès d'ampleur, certes peut-être imputable à la popularité de Louis de Funès. À la fin de la décennie, Gabin connaît un vrai triomphe, lui aussi explicable par sa réunion de vedettes : Le Clan des Siciliens, tourné avec Alain Delon et Lino Ventura, engrangeant près de cinq millions d'entrées.

### Accueil critique
Le Tatoué reçoit des critiques mitigées,. Quelques journaux livrant toujours de très bonnes critiques sur les films de Louis de Funès sont favorables. Robert Chazal, soutien indéfectible de l'acteur dans France-Soir, titre sa critique :  « Un match Gabin-de Funès où le rire est vainqueur ». Le Parisien libéré souligne un « un rythme léger, enlevé, élégant, sans la moindre pointe de vulgarité (…) La rencontre Jean Gabin / Louis de Funès fait des étincelles et met le feu à la poudre. Ce tandem est assuré d'une célébrité aussi vaste que celle de l'autre tandem, Bourvil / de Funès ». Le Film français parle d'un « film distrayant étayé par un scénario adroitement équilibré » mais, étant axé sur l'aspect économique du cinéma français, ce magazine garde une certaine neutralité de principe dans ses critiques, d'autant plus que les producteurs du Tatoué lui ont réservé une page entière de publicité en cas de succès.
Outre ces exceptions, la presse est déçue et parfois agressive. Le Figaro fustige un « divertissement qui louvoie sans grâce et sans légèreté ». Elle qualifie la verve d'Alphonse Boudard de « mince », sans savoir que plus aucun dialogue n'est de lui dans le film fini. Georges Charensol déplore dans Les Nouvelles littéraires que « le malheureux metteur en scène louvoie entre cent Charybde et mille Scylla. Résultat, un film lourd, lourd, lourd, et où les deux vedettes ne sont pas tellement à leur aise. Gabin s'en tire en décidant d'être, d'un bout à l'autre, furibond. Mais de Funès a du mal à nuancer le personnage de salaud que les circonstances contraignent à se montrer bon prince, qu'il a imposé dans ses films précédents », un analyse assez pertinente de ce qu'il s'est passé lors du tournage.
À l'international, la critique n'est guère plus enthousiaste. La Libre Belgique juge que « tous les (rares) gags sont téléphonés ; le récit avance à cloche-pied au rythme d'une caméra paresseuse époussetant les paysages ; les acteurs, sans texte ni direction, s'efforcent en vain d'être drôles (…) Si vous ne craignez pas de fausser l'éducation artistique de vos enfants, ils peuvent voir ce film en toute sécurité morale ». Le magazine américain Variety considère que « si certains passages s'avèrent drôles, grâce au talent du duo, la réalisation est molle, et les péripéties banales et répétitives. Le culte français pour les valeurs du passé s'opposant à celles de la modernité et du profit est un peu trop manichéen pour s'attirer les sympathies d'un public international ».

### Sorties à l'étranger

Dans les pays hispanophones, le film s'intitule El tatuado.

Le Tatoué sort dès le 28 septembre 1968 en Italie, pays de coproduction, sous les titres Nemici… per la pelle ou Il tatuato. Le film sort aussi en Allemagne de l'Ouest le 21 mars 1969, nommé Ein Giftzwerg macht Rabatz ou Balduin, das Nachtgespenst et même Oskar läßt das Sausen nicht d'après Oscar (dans la lignée des déroutantes habitudes des distributeurs allemands), en Espagne le 2 avril 1969 (à Madrid) et le 22 juillet 1969 (à Barcelone) titré El tatuado, en Suède le 7 avril 1969 sous le titre Den tatuerade legionären, au Danemark, le 29 août 1969 nommé Av - min ryg!, en Turquie en janvier 1970 titré Damgali adam, en Allemagne de l'Est le 6 novembre 1970, et en Argentine le 7 décembre 1971 aussi nommé El tatuado.

Au Danemark, le titre est Av - min ryg!, littéralement Aïe, mon dos !.

Le film connaît également des sorties au Canada (sous son titre français), en Bulgarie (Татуираният ou Броненосецът), en Finlande (Tatuoitu legioonalainen), en Grèce (Dyo trelloi trelloi kombinadoroi), en Hongrie (Nicsak, ki tetovál?, au Japon (刺青の男), en Norvège sous-titré (Unnskyld, får jeg flå Dem?), en Pologne (Człowiek z tatuażem), au Portugal (Com a Fortuna às Costas), en Roumanie (Tatuajul), en Tchécoslovaquie (nommé Tetovaný en tchèque), en Yougoslavie (titré Tetoviran en serbe), en Ukraine (Татуйований) et en Union soviétique (Татуированный). Le titre anglophone international, notamment pour l'exploitation au Royaume-Uni et aux États-Unis, est The Tattoo.
Le Tatoué réunit 966 753 entrées en Espagne. En Allemagne de l'Ouest, le film rassemble notamment 812 000 entrées en 1969 puis 112 272 supplémentaires à l'occasion d'une ressortie en 1982.

### Postérité
« Je ne repense jamais à ce film, je n'y tiens absolument pas car il m'a été imposé. Bien sûr, des scènes m'ont amusé, on a pris du plaisir avec Pascal [Jardin] à en préparer quelques unes, mais c'était quand même du grand n'importe quoi. Même s'il m'arrive de le revoir s'il passe à la télévision, Le Tatoué n'a pas à mes yeux la même importance qu'un film comme Un taxi pour Tobrouk. Si ce film est resté dans les mémoires, c'est en grande partie grâce à Louis de Funès qui a connu une popularité extraordinaire. »

— Denys de La Patellière, 2012.
Les deux têtes d'affiches désavouent le long-métrage. Quelque mois après la sortie du film, Louis de Funès admet dans le journal belge Le Soir : « C'est un mauvais film, un point c'est tout. Je n'aurais pas dû tourner cela, finalement tout ce qui est arrivé est de ma faute, je l'avoue : l'idée de tourner au côté de Gabin, c'est moi qui l'ai eu et personne d'autre. Résultat : au bout de trois jours, Gabin a dit à un journaliste : « Qui c'est, ça, de Funès ? » Et durant le tournage nous n'avons plus échangé un mot... Au fond, tout cela est normal car Gabin ne s'intéresse absolument pas au cinéma ». Il concède aussi à la télévision : « Vous savez, c’est très difficile de tourner avec un monsieur qui n’est pas drôle. Et [Gabin] n’est pas drôle du tout ! ». Jean Gabin va même jusqu'à déclarer : « Le Tatoué, je ne le tourne que pour payer mes impôts : le voyage du général en Turquie, c'est quelque chose ! ».
Louis de Funès regrette pendant longtemps cette mésentente avec Jean Gabin. Cette expérience difficile manque presque de lui couper l'envie de tourner avec des acteurs qu'il ne connaît pas déjà. Plus tard, en 1971, travaillant sur des plateaux voisins, Louis de Funès croise Gabin en train de tourner  Le Chat : ils se réconcilient et rient ensemble. Une dizaine d'années plus tard, après la mort de Gabin en 1976, il tient à engager sa fille Florence en tant que scripte sur les tournages du Gendarme et les Extraterrestres et de L'Avare,. Ensuite, Louis de Funès, déterminé à créer un hommage durable au vénérable acteur, est à l'origine de la création du prix Jean-Gabin, décerné à de jeunes espoirs du cinéma français ou francophone à partir de 1981.
Le Tatoué contribue à la notoriété du château de Paluel, encore cinquante ans après sa sortie sur les écrans,,. Après plusieurs changements de propriétaires, une restauration est entamée à la fin des années 2010 et le château ouvre pour la première fois à la visite à partir de l'été 2022.

#### Procès liés au film
En 1970, Alphonse Boudard remporte en appel une procédure judiciaire pour ne plus être crédité au générique du film, affirmant que son « scénario initial ayant été totalement modifié par un nommé Pascal Jardin ». Après son abandon de l'écriture du scénario, il avait été convenu que l'adaptation de sa nouvelle se ferait sans lui, mais qu'il serait mentionné « selon une idée originale d'Alphonse Boudard », sauf s'il décidait de retirer son nom du générique en ayant vu le film fini. Le problème est que le film a été présenté au public sans avoir été soumis au préalable à Boudard, qui assigna donc Les Films Copernic à l'enlever du générique et à lui reverser des dommages-intérêts.

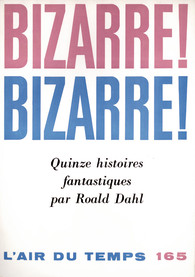
Le Tatoué rappelle Peau de Roald Dahl, nouvelle parue dans le recueil Bizarre! Bizarre!.

La société de production conteste la décision, affirmant que la nouvelle Gégène le tatoué de Boudard et le scénario qu'il en a tiré sont une contrefaçon d'une nouvelle de Roald Dahl, Peau, parue en France en 1962, mais son pourvoi en cassation est rejeté. Au départ, la cour a reconnu le travail de Boudard comme une contrefaçon de l'histoire de Dahl mais l'appel avait invalidé cette décision au motif que « l'existence de cette contrefaçon ne pouvait être appréciée en l'absence de Dahl, auteur de l'œuvre dite contrefaite »,.
En 1971, Roald Dahl intente un procès pour contrefaçon et concurrence déloyale à Alphonse Boudard et la société de production. Sa nouvelle Peau a un sujet proche du film : un vieil homme, Drioli, a sur la peau du dos un portrait de sa femme tatoué un soir de beuverie par le peintre Chaïm Soutine, trente ans auparavant, alors que l'artiste était inconnu ; l'œuvre vaut désormais une fortune et la peau du pauvre vieillard est convoitée par les marchands d'art, qui multiplient les offres pour en disposer après sa mort ou la faire découper par un chirurgien. Si de grandes similarités entre les intrigues sont reconnues, la cour estime que le traitement et le ton des deux histoires sont trop différents, et surtout que l'idée d'un tatouage réalisé par un grand artiste est loin d'être originale, citant par exemple un récit de Pierre Mac Orlan dans la Gazette du bon ton en 1925. L'écrivain britannique perd ce procès.

#### Dans la réalité

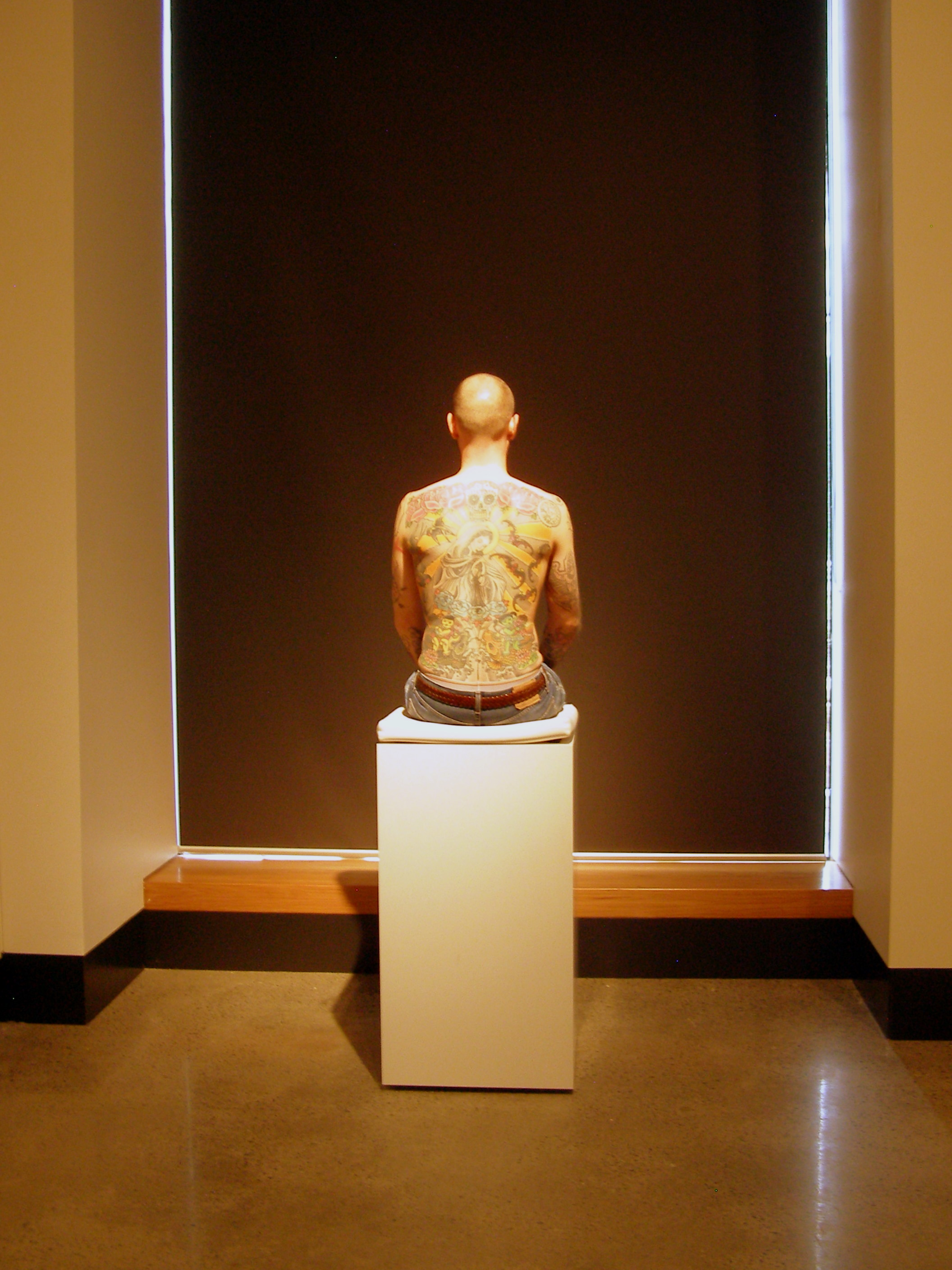
Tim Steiner exposant son tatouage au musée d'Art ancien et nouveau en 2011.

Le scénario du Tatoué repose sur un acte illégal en France, car contraire au principe de non-patrimonialité du corps humain,. À la même époque, un fait divers rappelle l'intrigue du film : une jeune fille de dix-sept avait accepté de se faire tatouer, pour le film-documentaire Paris-secret (1965), une Tour Eiffel et une rose sur la fesse, et d'apparaître posant nue au cours de la séance de tatouage ; le dessin devait ensuite être prélevé quinze jours après par exérèse (là aussi filmée) et devenir la propriété du producteur, qui comptait ensuite le vendre aux enchères,,. L'opération lui laissant de douloureuses et visibles séquelles, l'ex-tatouée lance un procès à la production : la justice annule ce contrat illicite (d'après le principe d'indisponibilité du corps humain), immoral (filmer une mineure nue, la tatouer puis prélever sa peau pour la vendre, le tout rémunéré seulement 500 francs), et contraire à l'ordre public (car la scène du film est « susceptible de nuire aux bonnes mœurs ») ; les producteurs sont condamnés à supprimer la scène du film, à indemniser la plaignante et à lui restituer le lambeau de peau,,,.
En 2008, un cas similaire au film se produit : le collectionneur Rik Reinking (de) achète pour 150 000 euros un tatouage réalisé sur un homme par l'artiste belge Wim Delvoye, également connu pour des expositions controversées de porcs tatoués naturalisés,,,. Delvoye avait passé quarante heures à tatouer Tim Steiner, ancien militaire suisse né en 1976, et donna à l'œuvre le nom Tim, 2006. La somme de 150 000 euros est partagée à parts égales entre une galerie, l'artiste et le porteur,,. D'après la galerie, il s'agit de la première transaction de ce type dans le monde. La loi suisse permet ce genre de vente, contrairement à la loi française. Le contrat de vente contraint Steiner à exposer plusieurs fois par an l'œuvre dans des galeries et musées, et autorise l'acquéreur à la revendre ou la léguer comme n'importe quel autre bien,. Le tatouage sera prélevé à sa mort, tanné puis encadré,,. Tim Steiner a notamment exposé son tatouage au musée du Louvre en 2012. Cette histoire inspire le drame franco-tunisien L'Homme qui a vendu sa peau (2021) ; quelques critiques rapprochent ainsi l'intrigue de celle du Tatoué,.
Aux États-Unis, la NAPSA, association nationale pour la préservation de l'art de peau, mène un projet à un but non lucratif pour permettre aux porteurs de tatouages de le préserver après leur mort, en le prélevant et le traitant pour le conserver.

### Exploitations ultérieures

#### Diffusions à la télévision française
À l'instar des autres films de Jean Gabin ou de Louis de Funès, Le Tatoué est régulièrement programmé à la télévision française et remporte de bonnes audiences. Les plus anciennes traces de diffusions datent de 1974, 1976, 1980 et 1982,. La diffusion en novembre 1976 a lieu en hommage à Jean Gabin, peu après sa mort : à cette occasion, l'édition française du journal chinois Le Quotidien du peuple qualifie le film de « cabotinage sur fond de philosophie réactionnaire ». La première diffusion recensée par l'Inathèque remonte au mardi 12 novembre 1996 sur France 2 à 20 h 50. La treizième diffusion, le 21 décembre 2009 sur France 3 à 20 h 35 (suivi de La Traversée de Paris), constitue la cinquième meilleure audience cinématographique de l'année pour la chaîne, avec 4,2 millions de téléspectateurs et 14,7 % de part d’audience. En programmant Le Tatoué le 16 décembre 2012, la chaîne D8 de la TNT, alors récemment créée, réalise sa deuxième meilleure audience historique en attirant 1,46 million de téléspectateurs. Selon un rapport arrêté en 2014, le film a alors été diffusé au total seize fois sur les chaînes nationales gratuites françaises.

#### Éditions en vidéo
En vidéo, Le Tatoué sort d'abord en VHS, avec notamment des éditions en 1991 (en tant que no 4 de la collection « De Funès ») et en 1992 (dans une collection « Gabin ») chez TF1 vidéo, puis en 1998 chez Canal+ vidéo (ensuite inclus dans un coffret duo « Gabin » avec Monsieur et dans la collection des éditions Atlas qui lui est consacrée). Par la suite, le film est présent dans plusieurs intégrales de VHS, en 2002 dans un coffret intitulé L'essentiel de Louis de Funès : 20e anniversaire incluant huit autres films, ainsi qu'en 2004 dans un coffret titré Louis de Funès : l'indispensable contenant au total douze films. Le film sort en DVD en 2002 chez Canal+ vidéo, repris en 2004 en duo avec Monsieur, en numéro de la collection « Acteurs, actrices de légende — Jean Gabin »,, et en tant que no 7 de la collection « Comiques de légende ». Il est inclus dans une collection Gabin en 2006. En 2009, le film est présent dans un coffret avec La Zizanie et L'Avare et dans une intégrale de huit films titrée L'essentiel de Louis de Funès. En 2016, Le Tatoué sort en Blu-ray, par Studio Canal, dans une version restaurée. L'édition ne contient aucun bonus. Cependant, le menu en allemand comprend une bande-annonce en anglais où le film est nommé The Million dollar tattoo. Celle-ci inclut également des scènes ratées où Jean Gabin et Louis de Funès rient entre eux. Le Tatoué fait ensuite partie de plusieurs intégrales DVD de films de Louis de Funès,.

## Analyse

### Analyse critique
« On n’était pas pressés par le temps, on ne manquait pas de moyens, on était toujours dans de bonnes conditions pour tourner. Ce qui a manqué, c'est un scénario qui tienne debout, et surtout qu’il arrive à temps. »

— Denys de La Patellière, années 2000.
Cette rencontre prometteuse de Jean Gabin et Louis de Funès en tête d'affiche est jugée décevante par plusieurs auteurs. Dans le Guide des films de Jean Tulard, le critique Claude Bouniq-Mercier parle d'« un film sinistre où les bonnes intentions ne suffisent pas. Gabin cabotine… de Funès grimace… ». Dans les années 1960, Jean Gabin voit son jeu d'acteur et ses choix de scénarios contestés,,. Pour un autre film, le critique Pierre Marcabru estime qu'il fait toujours le même numéro : « les recettes s'épuisent, Gabin s'essoufle et gabinise (…) la vieille cavalerie du cinéma français, des rentiers de la pellicule. Cabotin, prisonnier de son personnage, Gabin l'use comme un vieil habit ; il faut bien vivre. Le clin d'œil à la commande. La caricature d'un comédien qui fut à l'époque du Jour se lève un personnage, et qui n'est plus aujourd'hui qu'un mannequin ». Le vénérable acteur s'enferme en effet dans une certaine routine en imposant les seconds rôles, les mêmes réalisateurs, équipes techniques et auteurs de ses films, ainsi qu'en s'attachant aux producteurs pour une plus grande sécurité financière. Dans cette dernière partie de sa carrière, selon le critique Jacques Siclier, « Jean Gabin, à de rares exceptions près, n'a pas cessé d'être un personnage monolithique. [Quel que soit le scénariste], Gabin est resté « Monsieur Gabin », une sorte de patriarche à l'air buté ou sûr de lui, tout d'une pièce, tout d'un bloc, exprimant, souvent, une sorte de bon sens râleur qui convient au Français moyen de la France contemporaine. La diversité des rôles, chez Gabin, compte moins que la permanence d'un caractère, d'un archétype. Gabin est toujours prévisible. Son métier, son professionnalisme étant l'évidence même, il est, solide comme un roc, un acteur populaire que le public continue à suivre ».
Selon Jean-Marc Loubier, biographe de Louis de Funès, Jean Gabin n'est pas à son avantage dans Le Tatoué : « force est de constater que le film dessert un Jean Gabin qui, à 64 ans, se cherche. Il n'a plus, loin de là, le physique de La Bandera ou de Quai des brumes. Il a été ridicule dans Archimède le clochard, déplacé dans Les Vieux de la vieille. Gabin est en dessous de tout, comme s’il se sentait traqué et poussé au rancart. Il apparaît, sous de mauvais éclairages, aviné, rougeaud, et terriblement cabotin. Il ressemble à ces acteurs des années trente en fin de carrière, qui se démènent comme de beaux diables pour faire croire qu’ils existent encore. Dans Le Tatoué, Gabin est indigne de son talent. Louis de Funès s'en sort un peu mieux parce qu'il n'en fait pas trop. Il joue sobrement et emporte la décision ». Sa fille Florence Moncorgé-Gabin le classe comme le film de son père pour lequel elle « éprouve le plus d'aversion » : « Je n'aime pas ce film où mon père frise le ridicule. Face à un de Funès très à l'aise dans son personnage, on trouve un Gabin en décalage avec ses rôles habituels, et qui en fait des tonnes pour exister face à un génie de la comédie. La face rubiconde non maquillée, ayant énormément grossi, caricatural à l'extrême, il y est très proche des personnages de Molière qui n'ont jamais figuré à son répertoire. ».
Louis de Funès paraît davantage dans son élément, malgré la difficulté du tournage et bien que son personnage soit étrangement construit,,. Dans son étude de la filmographie funésienne, Claude Raybaud estime que « le film tout entier est une suite presque ininterrompues du « personnage de Funès ». Un modèle du genre, dès la première scène ! ». Le personnage funésien est brièvement affublé d'un nouveau défaut, un antiracisme feint et hyprocrite envers son valet noir ; la ridiculisation du racisme est plus tard approfondie dans Les Aventures de Rabbi Jacob (1973) et revue dans Le Gendarme et les Gendarmettes (1982). Toutefois, le scénario du Tatoué est déséquilibré et emploie Louis de Funès dans un usage inhabituel par rapport à ses précédents personnages. L'attaché de presse Eugène Moineau reconnaît a posteriori : « ce que personne n’a vraiment remarqué sur le moment [lors du tournage], c'est que de Funès finissait par être la victime ». Adhérant à ce point de vue, Bertrand Dicale, autre biographe funésien, relève que « le scénario inverse progressivement la posture du marchand de tableaux qui, de dictatorial, brutal et antipathique — le personnage typique de de Funès —, finit par être ballotté, brutalisé, soumis. Les scènes ultimes, en montrant les deux héros complices dans l'épicurisme puis dans la défense du château, consacrent même la défaite du personnage de de Funès. Le problème n'est pas qu'« il perd à la fin », comme disent les enfants (justement, il ne « perd » pas) mais qu'à la fin du film son personnage n'a plus de raison d'être, tant il s’est adouci. Comme si le gendarme se dépouillait de l'uniforme pour chaparder des pommes à l'étalage avec Guignol… ». Claude Raybaud remarque ainsi qu'« à la fin, et contrairement aux habitudes, de Funès ne courtise pas le ministre venu visiter le château restauré, mais le précipite dans le cul de basse-fosse. La fin est burlesque et étonnante, comparable à celle d'Hibernatus lorsque de Funès va se faire congeler ».
Le critique américain James Travers conclut : « toute tentative de rationaliser l'intrigue ou d'analyser la relation entre les deux personnages principaux est vouée à l'échec. Le meilleur chose à faire est de s'asseoir et simplement profiter du film pour ce qu'il est : une comédie française pétillante et très théâtrale de ces années 1960 pleines de couleurs »,.

### Reflet de l'époque
Le Tatoué incarne la mutation de la société française en cette fin des années 1960. Le critique Pierre Billard analyse un pertinent reflet de l'époque dans le film. Dans son article « La France vote pour de Funès », plusieurs mois après les élections législatives post-mai 68, il voit en l'acteur l'incarnation du Français, tout en ciblant une catégorie particulière. Le personnage bien défini de Louis de Funès permet de mettre en scène la bourgeoisie française du temps, à la fois attachée aux habitus et conventions de cette classe et s'accommodant aux valeurs modernes de la quête effrénée du bénéfice et de la société de consommation. Ses rôles de patrons dans Oscar (1967) et Le Petit Baigneur (1968) incarnaient déjà ce modèle. Variation, Mézeray reflète plus précisément ici le « nouveau riche, empêtré des usages et des rites du milieu auquel il accède : il se complaît dans un luxe ostentatoire et tente en vain de se faire voussoyer par sa femme ». Son goût pour l'argent est dans ce film particulièrement exacerbé : « Rien ne compte pour lui que l'argent, la réussite, faire des affaires vite et bien. Les sentiments, l'érotisme, l'amitié, la curiosité intellectuelle, le travail désintéressé, le loisir culturel n'ont aucune place dans cette vie entièrement tournée vers l'efficacité matérielle immédiate ». D'un autre côté, alors que le public français s'identifie facilement à Louis de Funès, son personnage tient aussi, de film en film, d'un aspect « typiquement français en ceci qu'il manque de moyens : l'astuce, la roublardise, le système D suppléeront à ses insuffisances ».
Le rôle du marginal comte-légionnaire offre un contrepoint à cette vie tournée vers le profit, à l'instar des personnages de Bourvil dans La Grande Vadrouille (1966) — « simple, naïf, fraternel et désintéressé » — ou de Robert Dhéry dans Le Petit Baigneur — « paisible et comblé, amoureux de pêche à la ligne et de cassoulet ». Le personnage de Jean Gabin donne à voir une autre facette de la bourgeoisie française, tournée vers la tradition, avec cet « héritier de grandes traditions coloniales, ancien légionnaire, aristocrate ruiné, et grand maître de l'art de vivre », qui parvient à convertir Mézeray à un bonheur simple. Gabin campe pour la dernière fois un militaire, après Les Gaietés de l'escadron (1932), La Bandera (1935), La Grande Illusion (1937), Gueule d'amour (1937), Le Quai des brumes (1938), L'Imposteur (1944) et Napoléon (1955). Le critique Robert Chazal, dans sa biographie de Louis de Funès, relève que « chaque fois qu'il le peut, Denys de La Patellière file un couplet nostalgique sur le thème de l'aristocratie déchue et incomprise. Ce n'est plus très méchant, cela prête à sourire. Dans le cas du Tatoué, c'est ce que [Montignac] tient de la roture qui lui donne quelque pittoresque et non pas ses gueulantes de seigneur dans la dèche ». Dans sa dernière partie de carrière, en parallèle de rôles représentant les grands de ce monde, Gabin joue des personnages au-dessus des lois ou en marge de la société, sorte d'anarchistes, tels l'artiste de La Traversée de Paris (1956), le vagabond d'Archimède le clochard (1959), le retraité espiègle des Vieux de la vieille (1960), l'hôtelier abstinent d'Un singe en hiver (1962), le vétérinaire du Tonnerre de Dieu (1965) ou le mythomane du Drapeau noir flotte sur la marmite (1971). Le personnage de Legrain verse même dans la misanthropie.

« Les deux tentations de la bourgeoisie française, et à leur carrefour, son drame, sont ici caricaturés de manière exemplaire. Gabin peint les Français tels qu'ils étaient, de Funès tels qu'ils redoutent de devenir. Un colloque de la Société de sociologie sur « les transformations sociales de la France contemporaine » aboutissait à la conclusion que les Français « se dirigent vers l'avenir les yeux tournés vers le passé ». Le Tatoué illustre parfaitement cette définition, comme il illustre cette constatation de John Ardagh (La France vue par un Anglais) : « Ce que redoute le plus la France, c'est de perdre son visage en réussissant sa modernisation ». Paris-province, vie urbaine-vie rurale, hédonisme-activisme, nostalgie du passé-vertige du futur, angoisse et fascination devant le progrès : tous les grands problèmes de notre temps se trouvent reflétés dans le petit kaléidoscope farceur que nous tend Louis de Funès. »

— Pierre Billard, « La France vote pour de Funès », L'Express, octobre 1968.
De plus, Le Tatoué met en avant la bonne chère, élément emblématique de la culture nationale, souvent présente dans le cinéma français, particulièrement dans les films de Jean Gabin, grand bon vivant, mais aussi ceux de Louis de Funès,. Les Trente Glorieuses sont une époque de prospérité économique où une partie des Français s'offre de copieux repas, comme pour combler les manques de la Seconde Guerre mondiale. Legrain dévore divers plats tout au long du film et initie Mézeray aux plaisirs de la table,. D'autres films funésiens expriment cette tendance, de l'entrecôte cuisinée par l'adjudant Gerber pour contrecarrer le mal du pays dans Le Gendarme à New York (1965), en passant par les mets échappant aux privations de l'Occupation dans La Grande Vadrouille (1966), la haute gastronomie du Grand Restaurant (1966), la défense de l'art culinaire dans L'Aile ou la Cuisse (1976), jusqu'à la cuisine paysanne du Glaude dans La Soupe aux choux (1981). Les Grandes Vacances (1967) la célèbre en creux en raillant les incongruités de la cuisine britannique.